# Chronik des Kriegs in Israel und Gaza, Oktober und November 2023
Die Chronologie des Krieges in Israel und Gaza, Oktober und November 2023 dokumentiert die Entwicklungen seit dem Terrorangriff der Hamas auf Israel am 7. Oktober bis zum 30. November 2023. Für den zeitlichen Ablauf des kompletten israelisch-palästinensischen Konflikts siehe Chronologie des israelisch-palästinensischen Konflikts.

## Oktober 2023

### 7. Oktober

Lagebild am 7. und 8. Oktober. Rot: Gazastreifen, Blau: Invasion der Hamas in israelisches Gebiet

Am Morgen des Samstags, den 7. Oktober 2023 (Simchat Tora 5784), kündigte die Hamas den Beginn der sogenannten „Operation al-Aqsa-Flut“ an. Der Kommandeur Mohammad Deif sagte im Radio wörtlich: „Das ist der Tag der größten Schlacht.“ Der Angriff begann mit einem massiven Raketenbeschuss auf den Süden und das Zentrum Israels, wobei rund vier Stunden nach Angriffsbeginn ein Sprecher des Israelischen Militärs (IDF) bekanntgab, dass bislang rund 2200 Raketen auf Israel abgefeuert worden seien und der Beschuss weiterhin anhalte.
Im Laufe des Tages verlagerte sich der Beschuss auf den Süden Israels und es wurde ein Rückgang der Intensität verzeichnet. Es kam unter anderem zu Raketeneinschlägen in den Städten Aschkelon, Rischon LeZion und Tel Aviv sowie dem Jerusalemer Vorort Mewasseret Zion.
Nach dem Luftangriff der IDF auf zwei Hochhäuser im Gazastreifen, in denen sich laut Armeeangaben Vermögenswerte der Hamas befunden haben sollen, nahm die Hamas, nach entsprechender Ankündigung, das zentral gelegene Tel Aviv und die umliegenden Gebiete erneut unter Beschuss, wobei laut Hamas 150 Raketen zum Einsatz gekommen sein sollen. Am Ende des Tages gaben die IDF bekannt, zahlreiche Luftangriffe im Gazastreifen durchgeführt und dabei auch Raketenabschussorte und ein operatives Hauptquartier der Hamas, das für Raketenangriffe genutzt wurde, getroffen zu haben.
Gleichzeitig zum Raketenbeschuss drangen nach israelischen Militärinformationen 1000 bis 1500 palästinensische Militante aus dem Gazastreifen nach Israel ein. Ein IDF-Sprecher gab an, dass die Militanten aus Gaza sowohl vom Land als auch vom Meer und aus der Luft (mittels motorisierter Gleitschirme) die Sperranlage um den Gazastreifen überwunden hätten und in vier kleine ländliche israelische Gemeinden, die Grenzstadt Sderot und zwei Militärstützpunkte eingefallen seien. Laut Aussage des israelischen Polizeipräsidenten Kobi Schabtai gab es in der südlichen Region Israels am Tag des Angriffs mindestens 21 umkämpfte Gebiete. In den Ortschaften gingen die palästinensischen Terroristen auf der Suche nach Opfern von Haus zu Haus.
Nahe dem Kibbuz Reʿim fand ab dem Abend des 6. Oktober ein Freiluft-Festival mit rund 3000 Menschen statt. In den Morgenstunden des 7. Oktober verübten unbemerkt über die Grenze gekommene Hamas-Terroristen ein Massaker; erste Berichte sprachen von rund 260 Todesopfern unter den Festivalbesuchern. Der abschließende Polizeibericht am 17. November erhöhte die Opferzahl auf 364, darunter 17 Polizisten. Rund 40 Menschen wurden entführt. Die Untersuchung kam außerdem zu dem Schluss, dass die Terroristen entgegen früherer Berichte und weit verbreiteter Meinung nicht im Voraus von der Party wussten.
Der Kibbuz Nir Am war der einzige angegriffene Ort, in dem niemand zu Schaden kam. Hintergrund war, dass die örtliche zivile Sicherheitskoordinatorin rechtzeitig die Gefahr erkannte, Frauen und Kinder in Sicherheit brachte, ihr 12-köpfiges „Bereitschaftskommando“ bewaffnete und dieses die Angreifer vier Stunden lang abwehrte, bis Armee und Polizei eintrafen. Die israelische Armee, die wie die Regierung nicht auf den Angriff vorbereitet war, verkündete am Vormittag, dass Ortschaften rund um den Gazastreifen von der Hamas eingenommen worden waren, und startete ihrerseits die „Operation Eiserne Schwerter“, um das Staatsgebiet zurückzuerobern. Die israelische Luftwaffe flog zudem Attacken auf Ziele im Gazastreifen. Verteidigungsminister Joaw Galant genehmigte die Einberufung von Reservekräften. Wegen der umstrittenen Justizreform in Israel in Streik getretene Reservisten meldeten sich bei ihren Einheiten.
Am Abend des 7. Oktober gab das israelische Militär bekannt, die Kontrolle über die Militärbasis Reʿim zurückerlangt zu haben. Noch am selben Tag wurden auf Geheiß der israelischen Regierung aus Israel kommende Stromlieferungen in den Gazastreifen gestoppt.

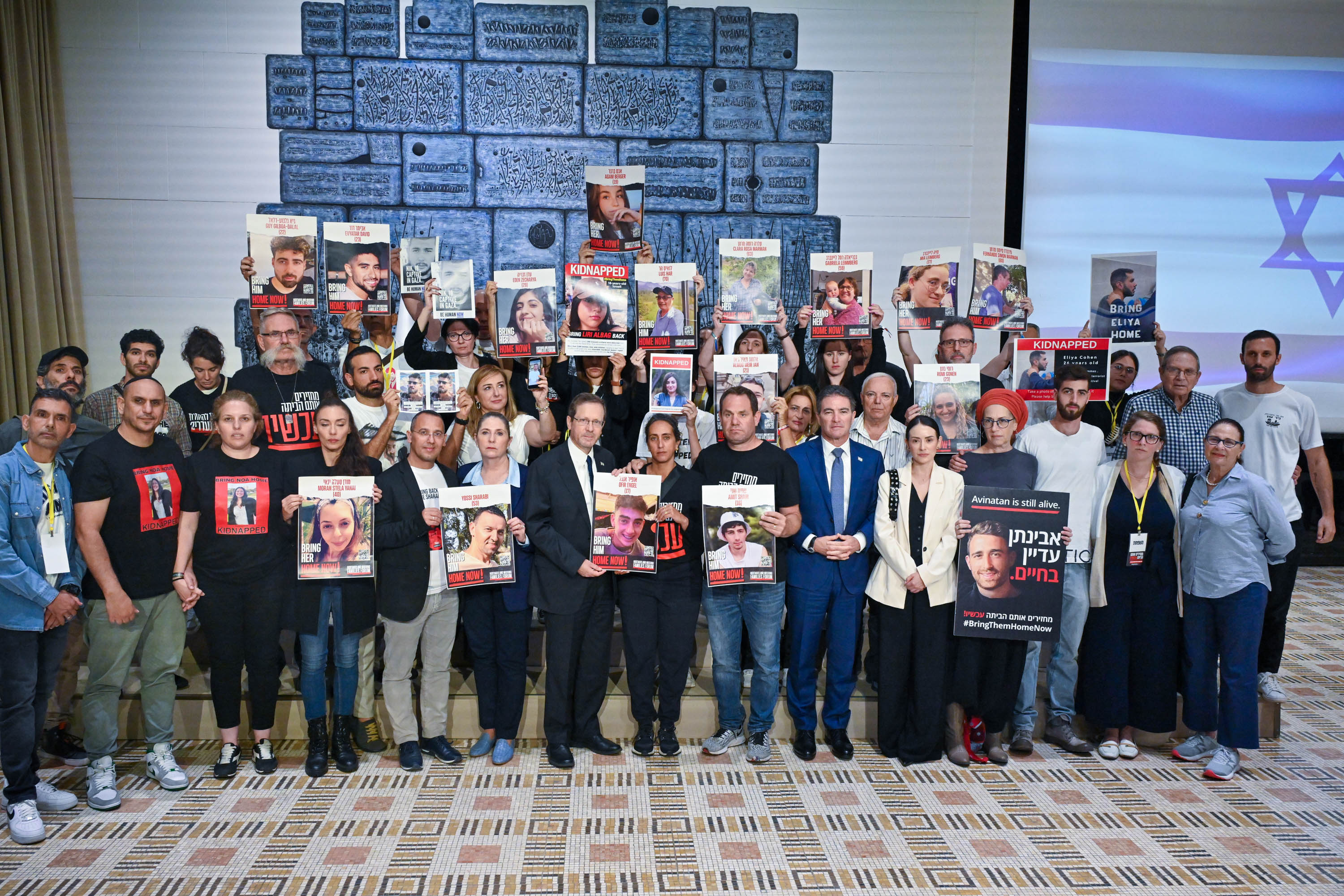
Der israelische Staatspräsident Jitzchak Herzog mit den Familien der von der Hamas gefangen gehaltenen Personen in Beit HaNassi, 22. Oktober 2023

### 8. Oktober
Israelische Kampfflugzeuge starteten am Morgen erneut Luftangriffe im Gazastreifen. Am Abend des 8. Oktober griffen die IDF eigenen Angaben zufolge in drei aufeinanderfolgenden Durchgängen insgesamt 120 Ziele in der Umgebung von Beit Hanoun an. Am Nachmittag verkündete das israelische Sicherheitskabinett offiziell den Kriegszustand. Am selben Tag begann die israelische Armee mit der Evakuierung von israelischen Ortschaften in den Grenzgebieten zum Gazastreifen und zum Libanon. Am Abend erklärten Hamas und Islamischer Jihad, sie hielten 130 israelische Geiseln fest, darunter hochrangige Militärangehörige. Eine Woche später teilten die Geiselnehmer mit, mit den Geiseln 6000 Palästinenser aus israelischen Gefängnissen freipressen zu wollen.

### 9. Oktober

Ungefähres Lagebild am 9. Oktober

In der Nacht vom 8. zum 9. Oktober sowie im Verlauf des Tages erfolgte unter Einsatz von Kampfflugzeugen, Helikoptern und Artillerie ein umfassender Angriff Israels auf den Gazastreifen, bei dem nach israelischen Militärangaben mehr als 1000 Ziele getroffen wurden.
Durch die Luftangriffe des israelischen Militärs wurde auch ein Markt des Flüchtlingslagers Dschabaliya getroffen, der mit Zivilisten bevölkert war. Auch die Hamas feuerte erneut Raketen auf israelisches Gebiet ab, dabei gab es Verletzte bei Einschlägen nahe Jerusalem.
Am Morgen des 9. Oktober erklärte ein Sprecher des israelischen Militärs, dass die Kämpfe in den israelischen Siedlungen Kfar Aza, Be’eri, Nirim und Alumim andauerten. Die hier verschanzten Hamas-Terroristen seien teils seit Samstag auf israelischem Territorium, teils später hinzugestoßen.
Am Mittag des 9. Oktober verkündete das israelische Militär, es kontrolliere die von der Hamas angegriffenen Ortschaften in den südisraelischen Gebieten nahe dem Gazastreifen, wobei es noch zu vereinzelten Zusammenstößen komme. Israel hatte aufgrund des Konflikts mittlerweile etwa 300.000 Reservisten mobilisiert. Nach einem Beschluss des israelischen Sicherheitskabinetts gab der israelische Verteidigungsminister eine „totale Blockade“ des Gazastreifens bekannt, die auch ein Einfuhrverbot aller Waren vorsah. Damit stellte Israel auch die Wasserversorgung in den Gazastreifen ein. Die Strom- und Energiezufuhr hatte Israel bereits zwei Tage zuvor gestoppt. Nach israelischen Angaben versuchten mehrere Militante, aus dem Libanon nach Israel einzudringen, und wurden dabei erschossen. Zudem nahm die israelische Armee unter Einsatz von Kampfhubschraubern Luftschläge gegen Ziele im Libanon vor.
Am Abend kündigte Abu Obaida, Sprecher der Kampfbrigade Qassam, an, dass die Hamas ab sofort jedes Mal eine israelische Geisel hinrichten werde, wenn ein israelischer Luftangriff auf den Gazastreifen Häuser von Zivilisten „ohne Vorwarnung“ treffe. Das israelische Militär erklärte, im Laufe des Tages hunderte Hamas-Terroristen gefangen genommen und hunderte getötet zu haben.

### 10. Oktober
Am Morgen des 10. Oktobers erlangte Israel die Kontrolle über den Grenzzaun zum Gazastreifen zurück.
Bis zum Morgen des 10. Oktober dauerten Gefechte im Kibbuz Kfar Aza an. Von den getöteten Zivilisten – ganze Familien, die in ihren Häusern vorgefunden wurden – waren nach Angaben israelischer Soldaten manche enthauptet und andere durch Molotowcocktails verbrannt.
Auch nach der Ankündigung der Hamas am Vortag bezüglich der Tötung von Geiseln setzte Israel seine Luftangriffe auf den Gazastreifen fort. Gemäß israelischen Angaben wurden dabei rund 200 Einrichtungen der Hamas getroffen. Die Vereinten Nationen (UN) wiesen jedoch darauf hin, dass bei den Angriffen auch zivile Einrichtungen getroffen worden seien. Die Hamas gab bekannt, dass bei den Luftangriffen zwei hochrangige Funktionäre getötet worden seien. Wenige Stunden nachdem die Hamas die Bevölkerung von Aschkelon zum Verlassen der Stadt aufgerufen hatte, feuerte sie Raketen auf Aschkelon und Tel Aviv. Auch zwischen der Hisbollah und Israel gab es erneuten wechselseitigen Raketen- oder Artilleriebeschuss.
Am Abend gab es Angriffe auf Israel von syrischem Gebiet aus; laut Israels Militär schlugen mehrere Raketen auf offenem Gelände ein. In Reaktion darauf setzte das israelische Militär eigenen Angaben zufolge Artilleriefeuer und Mörsergranaten ein.

### 11. Oktober
Aus dem Libanon kam es zu Artilleriebeschuss durch die Hisbollah. Später wurde ein mutmaßlicher Raketenabschusspunkt durch Israel getroffen.
Das einzige Großkraftwerk in Gaza wurde wegen Treibstoffmangels abgeschaltet. Den Menschen bleiben Generatoren und Solarenergie. Gazas größtes Krankenhaus Al-Schifa könne dank einer Notstromversorgung mit Generatoren „höchstens“ vier Tage laufen, wie eine Reporterin der New York Times berichtete. Die Weltgesundheitsorganisation informierte, dass die Vorräte für sieben Krankenhäuser aufgebraucht sind. Ärzte ohne Grenzen teilte mit, dass in zwei von ihr betriebenen Krankenhäusern in Gaza chirurgische Ausrüstung, Antibiotika, Treibstoff und andere Hilfsgüter knapp seien. Die UNRWA vermeldete, dass es 104 Millionen Dollar benötigte, um für die kommenden drei Monate Nahrungsmittel, Medikamente und anderes Material für rund eine halbe Million Menschen im Gazastreifen, zu finanzieren. Die Lagerbestände des Hilfswerks im Gazastreifen reichten nur noch, um rund 150.000 Menschen für zwölf Tage zu versorgen.
Neun Mitarbeiter der Vereinten Nationen sind nach UN-Angaben seit Samstag im Gazastreifen durch israelische Luftangriffe getötet worden. Die Zahl der bei Luftangriffen Israels im Gazastreifen getöteten Palästinenser stieg nach Angaben des Gesundheitsministeriums in Gaza auf mindestens 1050 an. Rund 5200 Menschen seien verletzt worden. Die Zahl der Toten in Israel durch die Hamas-Großangriffe ist nach israelischen Armeeangaben bis zum 11. Oktober auf mehr als 1200 gestiegen. Mindestens 3.000 Menschen seien verletzt worden.
Am Grenzübergang Rafah zwischen Ägypten und dem Gazastreifen stauten sich nach ägyptischen Angaben Konvois mit Hilfsgütern. Die ägyptischen Fahrzeuge mit Treibstoff, Baumaterial und Nahrungsmitteln dürften die Grenze nicht überqueren, sagte ein Sicherheitsbeamter der Nachrichtenagentur AP.
Am 11. Oktober bildete der israelische Ministerpräsident Benjamin Netanjahu eine Notstandsregierung für die Zeit im Kriegszustand. Sie setzt sich unter anderem, neben Netanjahu aus dem Verteidigungsminister Joaw Galant und dem ehemaligen Verteidigungsminister und Oppositionsvertreter Benny Gantz, zusammen. Das Notstandskabinett wurde am darauffolgenden Tag von der Knesset gebilligt. Der Oppositionsvertreter Jair Lapid, der Netanjahu die Bildung einer gemeinsamen Notstandsregierung angeboten hatte, lehnte seine Beteiligung an der Notstandsregierung schließlich mit der Begründung ab, dass er sich nicht zusammen mit „Extremisten“ an einer Regierung beteiligen wolle. Lapids Partei hatte bei ihrem Angebot der Bildung einer Notstandsregierung zur Bedingung gemacht, dass die beiden rechtsextremen Minister Itamar Ben-Gvir und Bezalel Smotrich nicht dem Kriegskabinett angehören.

### 12. Oktober
Am Donnerstagmorgen bombardierte Israel mehrere Flughäfen in Syrien. Eigenen Angaben zufolge geschah dies, um iranische Waffenlieferungen zu zerstören. Vom 7. Oktober bis zum 12. Oktober warf das israelische Militär eigenen Angaben zufolge 6000 Bomben auf den Gazastreifen ab.
Der israelische Energieminister Israel Katz machte die Freilassung der etwa 150 Geiseln zur Bedingung für ein Ende der israelischen Blockade des Gazastreifens.
Im Osten Jerusalems wurde ein Mitglied der Volksfront zur Befreiung Palästinas erschossen, nachdem dieses auf Polizisten geschossen hatte.
Die israelische Luftwaffe bombardierte die Flughäfen von Damaskus sowie Aleppo. Auch syrische Medien bestätigten Beschädigungen an der Landebahn. Begründet wurde dies mit iranischen Waffenlieferungen an Syrien und Libanon.

### 13. Oktober
Am Morgen des 13. Oktobers riefen die israelischen Streitkräfte 1,1 Millionen Menschen im Norden des Gazastreifens dazu auf, das Gebiet bis 20:00 Uhr Ortszeit (19:00 Uhr MESZ) in Richtung Süden auf bestimmten Routen zu verlassen. Einer Stellungnahme der Vereinten Nationen zufolge ist eine solche Evakuierung „ohne verheerende humanitäre Konsequenzen unmöglich“. Laut Berichten aus dem Norden des Gazastreifens wurden Zivilisten an der Flucht in den Süden durch die Hamas gehindert. Auf einer ausgewiesenen Evakuierungsroute kam es zu einer Explosion mit zivilen Opfern. Palästinensische Stellen beschuldigten die IDF, diese Explosion herbeigeführt zu haben. Die IDF gaben keinen Kommentar ab und verwies auf laufende Ermittlungen zu dem Vorfall. Davor hatte Israel aufgefordert, Gaza zu verlassen und jene Straße als „sichere Route“ bezeichnet, die Hamas hatte hingegen Zivilisten aufgefordert, an ihren „Häusern und ihrem Land festzuhalten“. Israel und die Hamas beschuldigten sich gegenseitig, die Explosion verursacht zu haben.
Nach Auseinandersetzungen an der libanesisch-israelischen Grenze wurde von Seiten Israels eine Drohne verwendet, um Ziele der Hisbollah anzugreifen. Bei den Grenzzwischenfällen wurde ein Reuters-Journalist getötet sowie sechs weitere Journalisten verletzt. Laut einer Pressemeldung traf eine israelische Artilleriegranate während eines Feuergefechts mit der Hisbollah die Journalistengruppe auf libanesischem Territorium.
Israelische Streitkräfte meldeten am 13. Oktober erstmals Einsätze im Gazastreifen mit Boden- und Panzertruppen, ihren Angaben nach zur Geiselbefreiung und Zerstörung von Terror-Infrastruktur. Dabei fanden sie ihren Angaben nach die Leichen von verschleppten Geiseln.
Der israelische Ministerpräsident Benjamin Netanjahu gab in einer Fernsehansprache an das israelische Volk die Vernichtung der Hamas als Kriegsziel Israels aus.

### 14. Oktober
Die israelischen Verteidigungsstreitkräfte gaben bekannt, dass bei Luftangriffen im Gazastreifen Murad Abu Murad, Leiter der Luftüberwachung von Gaza-Stadt der Hamas, welcher an der Planung der Anschläge vom 7. Oktober in Israel beteiligt war, getötet worden sei.
Die Vereinigten Staaten schickten die Dwight D. Eisenhower ins östliche Mittelmeer, wo sie sich der bereits dort befindlichen Gerald R. Ford anschloss.
In Katar trafen sich der Hamas-Führer Ismail Haniyya sowie Irans Außenminister Hossein Amir-Abdollahian.

### 15. Oktober
Nachdem die Evakuierungsfrist für den nördlichen Teil des Gazastreifens am 13. Oktober abgelaufen war, rief Israel am 15. Oktober erneut ein wenige Stunden langes Zeitfenster für die Evakuierung jenes Teils des Gazastreifens aus. Nach Angaben des UN-Büros für humanitäre Angelegenheiten (OCHA) setzte darauf eine Massenflucht in den südlichen Teil des Gazastreifens ein. Das israelischen Militär schätzte, dass dorthin mehr als 600.000 Bewohner flüchteten. Die israelische Armee gab bekannt, eine Bodenoffensive in den nördlichen Teil des Gazastreifens erst dann beginnen zu wollen, wenn „die Zivilbevölkerung das Gebiet verlassen hat“. Nach Angaben des Beraters für nationale Sicherheit des US-Präsidenten Jake Sullivan und hochrangiger israelischer Beamter stellte Israel auf Betreiben der Bundesregierung der Vereinigten Staaten die Wasserversorgung im südlichen Gazastreifen wieder her.
In Israel begann die Evakuierung der 10 Kilometer vom Gazastreifen entfernten Stadt Sderot, nachdem diese mehrmals Ziel von aus dem Gazastreifen abgefeuerten Raketen geworden war. Es kam erneut zu Grenzgefechten mit der Hisbollah im Libanon. Dabei wurden beiden Seiten zufolge auf der jeweils anderen Seite militärische Ziele getroffen. An der israelischen Grenze starb ein Zivilist. Kurz zuvor hatte Israel einen 4 Kilometer langen Abschnitt an der Grenze zum Sperrgebiet erklärt. Später starteten Raketen aus dem Libanon, wodurch acht Personen verletzt wurden.
Gegen Abend soll das UNIFIL-Hauptquartier im Libanon von einer Rakete getroffen worden sein; es gab jedoch weder Angaben zu Schäden, noch wurde jemand verletzt. Der UNRWA-Generalkommissar Philippe Lazzarini sprach angesichts des Mangels an Strom, Lebensmitteln und Wasser durch die israelischen Blockade von einer „beispiellosen humanitären Katastrophe“ und forderte die Öffnung eines humanitären Korridors.
Die Arabische Liga und die Afrikanische Union warnten in einer gemeinsamen Stellungnahme angesichts der erwarteten israelischen Militäroffensive, dass diese „zu einem Völkermord von beispiellosem Ausmaß führen“ werde und forderten die Vereinten Nationen und die internationale Staatengemeinschaft auf, dies zu verhindern.
Der Leiter des Kamal-Alwan-Kinderkrankenhauses berichtete von Patienten, die mit amputierten Gliedmaßen, schweren Verbrennungen und anderen lebensbedrohlichen Verletzungen eingeliefert wurden.

### 16. Oktober

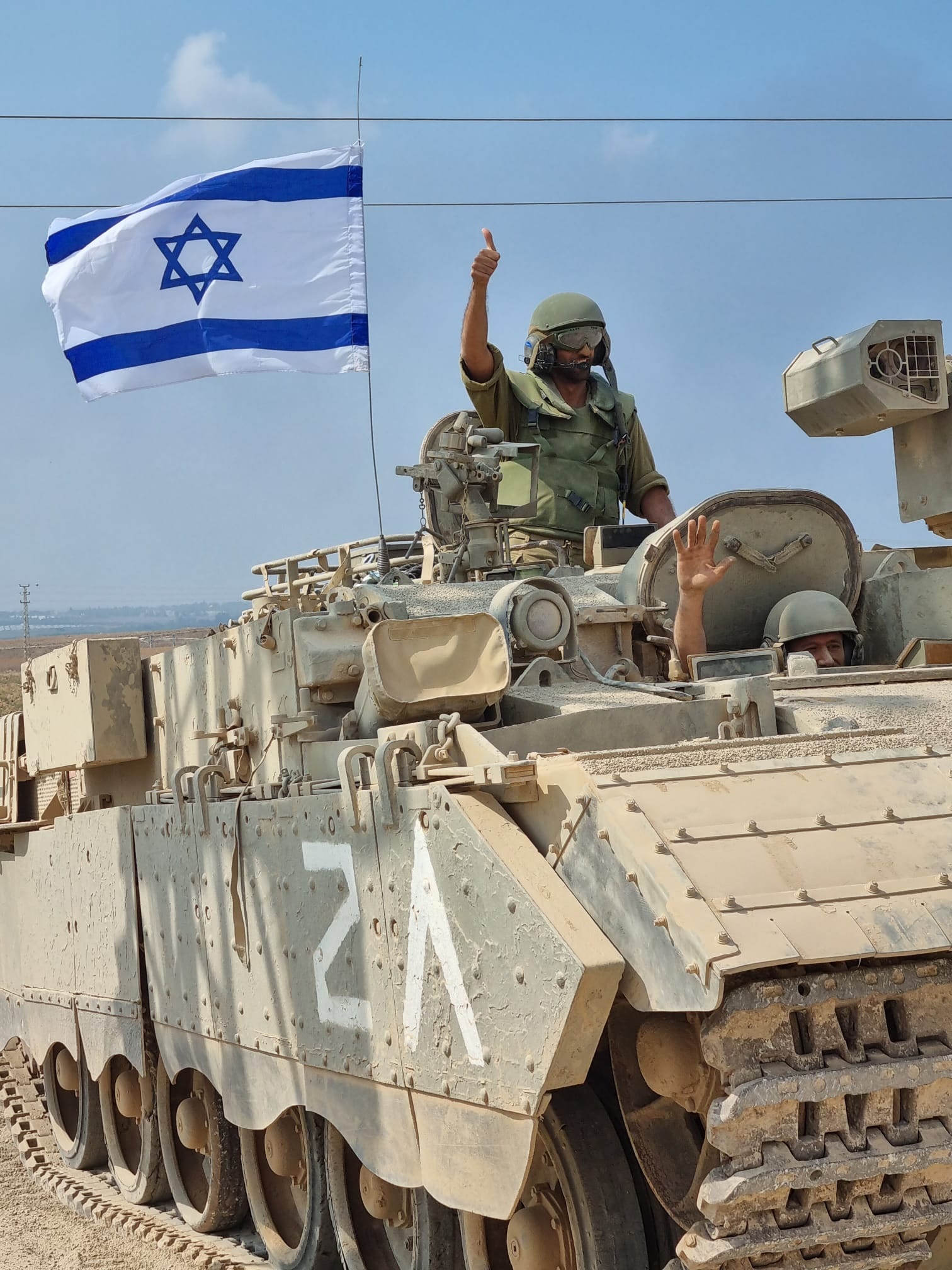
IDF-Truppen bereiten sich auf den Einmarsch in den Gazastreifen vor, 16. Oktober 2023

Hatte Israel am Vortag das Grenzgebiet zum Libanon zur Sperrzone erklärt, rief Israel am 16. Oktober die Evakuierung aller 28 Orte aus, die bis zu zwei Kilometer von der Grenze zum Libanon liegen. Die israelische Polizei begann mit der Bewaffnung von 13.200 zivilen Ersthelfern.

### 17. Oktober
Der Chef des Zentralkommandos der Vereinigten Staaten landete in Israel, um sich unter anderem mit IDF-Generalstabchef Herzi Halewi sowie Verteidigungsminister Joaw Galant zu treffen.
Die Vereinigten Staaten setzten 2000 Soldaten in Alarmbereitschaft, um sich auf einen möglichen Einsatz vorzubereiten. Allerdings sollen diese Soldaten nicht direkt am Konflikt beteiligt sein.
Nach Schätzung des UN-Nothilfebüros (OCHA) waren fast die Hälfte der Zivilbevölkerung des Gazastreifens inzwischen auf der Flucht. Die Hamas bestätigte die Tötung ihres Kommandeurs Ajman Nofal, der für die Koordinierung des militärischen Flügels verantwortlich war. Er war bis dahin der ranghöchste getötete Hamas-Befehlshaber im aktuellen Krieg.
Am Abend sollen nach Angaben von Hamas-Behörden bei der Explosion einer Rakete auf dem Parkplatz des al-Ahli-Arab-Krankenhauses in der Stadt Gaza mindestens 471 Menschen getötet worden sein.
Nach Angaben aus westliche Geheimdiensten wurden zwischen 100 und 300 getötet, andere geheimdienstliche Quellen berichteten von „eher ein paar Dutzend“ Todesopfern, wahrscheinlich zwischen zehn und 50.
Während die Hamas Israel beschuldigte, das christliche Krankenhaus beschossen zu haben, erklärte Israel, dass eine fehlgeleitete Rakete der Gruppe Islamischer Dschihad die Explosion verursacht hätte. Die Gruppe stritt eine Verantwortung für den Raketeneinschlag jedoch ab.
Die israelische Armee legte am Tag darauf Bildmaterial vor, das beweisen sollte, dass Israel nicht für den Beschuss verantwortlich war; die Armee wies darauf hin, dass israelische Luftschläge auf offenes Gelände Krater hinterließen, beim Parkplatz des Krankenhauses, wo die Explosion stattfand, jedoch keine zu sehen seien. Unabhängige Experten deuteten öffentliches Video- und Bildmaterial von der Explosion und den Überresten als Hinweise auf eine Treibmittelexplosion einer fehlgegangenen Raketenstufe und nicht auf einen gezielten Angriff. Unabhängig davon hatte die Nachricht von den Toten im Krankenhaus bereits für Empörung weltweit, insbesondere in arabischen Ländern gesorgt; als eine Folge wurde das Treffen Bidens mit dem König von Jordanien, dem Staatschef Ägyptens Abd al-Fattah as-Sisi sowie dem Präsidenten Mahmud Abbas abgesagt.
Westlichen Medien wurde vorgeworfen, die Propaganda der Hamas zunächst ungeprüft übernommen zu haben. Die New York Times veröffentlichte am 24. Oktober allerdings eine Video-Analyse, der zufolge das von Israel vorgelegte Bildmaterial einer explodierenden Rakete in Wirklichkeit eine israelische Rakete zeige, die in etwa drei Kilometer Entfernung von dem Krankenhaus über der Grenze von Gaza explodiert sei. Somit hätte sie nichts mit der Explosion im Krankenhaus zu tun haben können. Natürlich sei die Explosion einer palästinensischen Rakete weiterhin eine plausible Theorie, aber es hätte in der direkten Umgebung des Krankenhauses in genau diesem Zeitraum auch Explosionen israelischer Munition gegeben, und eines der am weitesten publizierten Beweisstücke, das israelische Analysten vorgelegt hätten, sei damit zweifelhaft geworden.
Eine von Channel 4 durchgeführte Untersuchung kam basierend auf einer Doppler-Effekt-Analyse und einer Untersuchung der Kraterform zu dem Schluss, dass die Rakete aus östlicher und nicht wie vom israelischen Militär behauptet aus südwestlicher Richtung kam. Außerdem zeige die von Israel vorgelegte Audioaufnahme eines angeblichen Gesprächs zwischen zwei Palästinensern Anzeichen von Manipulation; die beiden Stimmen seien auf verschiedenen Audiospuren aufgenommen worden und auch sprachlich für Arabischsprecher nicht überzeugend. Übereinstimmung herrschte hingegen darüber, dass der kleine Krater nicht mit einem gewöhnlichen JDAM-Luftangriff vereinbar sei. Channel 4 und andere Experten betonten ferner, dass sie zu dem Zeitpunkt nur vorläufige Ergebnisse vorlegen könnten und eine umfassende Untersuchung erforderlich sei.

### 18. Oktober
Am 18. Oktober 2023 teilte der anglikanische Bischof von Jerusalem, Hosam Naoum, den Medien mit, dass das israelische Militär die Krankenhausbetreiber seit dem 14. Oktober mehrfach dazu aufgefordert habe, das Spitalgelände mitsamt Patienten und Mitarbeitern zu verlassen. Die konkreten Warnungen hätten dabei speziell das Krankenhaus betroffen und seien nicht Teil der allgemeineren Aufforderungen Israels an die Zivilisten gewesen, Nordgaza Richtung Süden zu verlassen. Auch OSINT-Experten (Open Source Intelligence) kamen zu dem Ergebnis, dass die Version der israelischen Armee sehr wahrscheinlich ist.
Angesichts der Dringlichkeit der humanitären Lage im Gazastreifen stimmte Israel Hilfslieferungen aus Ägypten für die Menschen im Süden des Gazastreifens zu. Israel betonte, dass Lieferungen zur Hamas verhindert würden und keine humanitäre Hilfe von seinem Territorium aus in den Gazastreifen zugelassen werde, solange seine entführten Geiseln nicht zurückgebracht würden.

### 19. Oktober
Laut der IDF hatten Kampfjets über Nacht nach Informationen des Schin Bet einen Luftangriff auf die Stadt Rafah im Süden des Gazastreifens durchgeführt, bei dem Rafat Abu Hilal getötet wurde, der Kommandant der Al-Nasser-Brigade, des militärischen Arms des Volkswiderstandskomitees (PRC). Die PCR war die dritte großen Fraktion neben Hamas und Islamischer Dschihad in Gaza.
Unabhängig davon hatte die IDF nach eigenen Angaben mehrere Mitglieder der Nukhba-Kommandotruppen der al-Qassam-Brigaden der Hamas ins Visier genommen, die den Angriff am 7. Oktober 2023 in israelischen Grenzorten angeführt haben sollen. Demnach wurden bei Luftangriff mehr als zehn Nukhba-Terroristen getötet.
Darüber hinaus führte die IDF nach eigenen Angaben in den 24 Stunden zuvor hunderte Luftangriffe auf militärische Ziele durch, darunter Startplätze für Panzerabwehrraketen, Tunnelschächte, Geheimdienstinfrastruktur und verschiedene Kommandozentralen.
Wenig später meldete die Hamas den Tod des Kommandeurs der Nationalen Sicherheitskräfte in Palästina, Dschijad Muheisen, durch israelische Angriffe.
In Chan Yunis im Süden des Gazastreifens wurde ein Flüchtlingslager von israelischen Kampfflugzeuge getroffen. Aufnahmen zeigten, wie Stadtteile dem Erdboden gleichgemacht wurden.
Ein fünftes Krankenhaus in Gaza, das Jemen-Al-Said-Krankenhaus, musste wegen Treibstoffmangels schließen. Davor wurden vier weitere Krankenhäuser sowie 14 Gesundheitszentren geschlossen.
Das griechisch-orthodoxe Patriarchat von Jerusalem gab bekannt, dass die seiner Jurisdiktion unterstehende St.-Porphyrius-Kirche in der Altstadt von Gaza bei einem israelischen Luftangriff getroffen und beschädigt worden sei. Auf dem Kirchengelände, zu dem weitere Gebäude gehörten, hätten demnach zahlreiche Zivilisten Zuflucht gesucht. Die IDF erklärten, der Luftangriff habe einem Kommandozentrum in der Nähe gegolten, die Mauer der Kirche sei beschädigt, von der Hamas ausgehende Berichte über Opfer würden geprüft. Das Patriarchat gab die Zahl der Todesopfer mit 18 an und sprach von 100 Vermissten.

### 20. Oktober
Auch in der Nacht zu diesem Tag führte das israelische Militär eigenen Angaben zufolge weiterhin Schläge gegen hunderte militärische Ziele im Gazastreifen durch. Bei den Angriffen seien unter anderem Hamas-Mitglieder mit Beteiligungen an Tötungen und bewaffneten Aktionen sowie deren Standorte in Kommandoposten, Waffenlagern und unterirdischen Tunneln getroffen worden. In Dschabaliya sei demnach eine Moschee getroffen worden, die ihnen als Beobachtungsposten und Stützpunkt inklusive Waffenlager gedient habe.
Die Internationale Rotkreuz- und Rothalbmond-Bewegung bestätigte die Freilassung zweier Geiseln durch die Hamas.

### 21. Oktober
Am 21. Oktober reagierte Israel auf Raketenbeschuss aus dem Libanon, den der libanesische und der Hisbollah nahestehende Fernsehsender Al-Manar vermeldete, mit Gegenbeschuss. Dadurch sind nach israelischen Militärangaben mehrere Kämpfer der Hisbollah getötet worden. In der Nacht auf den 22. Oktober führten die israelischen Streitkräfte eigenen Angaben zufolge einen Luftangriff auf die in Dschenin im Westjordanland liegende Al-Ansa-Moschee durch. Dadurch seien Terroristen der Hamas und des Islamischen Dschihad getötet worden, die einen Terrorangriff vorbereitet haben sollen.

### 22. Oktober
Die israelische Regierung und das Palästinenserflüchtlingswerk UNRWA vermeldeten, dass ein zweiter Hilfskonvoi in den Gazastreifen gelangt ist.
In Vorbereitung einer Bodenoffensive verstärkte das Militär seine Angriffe auf den Gazastreifen in der Nacht auf diesen Tag, darunter auf Rafah. Die Hamas meldete am Morgen bis zu 80 Tote und 30 zerstörte Häuser.
Auf der Suche nach Geiseln setzte die israelische Armee nachts einzelne Bodentrupps im Gazastreifen ein. Israel meldet den ersten getöteten Soldaten im Gazastreifen durch den Beschuss mit einer Panzerabwehrrakete.
Die USA legten einen Resolutionsentwurf für den UN-Sicherheitsrat vor. Ihm zufolge sollen Zivilisten geschützt werden und Hilfsgüter in den Gazastreifen gelangen; an Iran wird die Forderung gerichtet, von der Unterstützung von Milizen gegen Israel abzusehen. Der US-amerikanische Verteidigungsminister Lloyd Austin gab den Befehl zur Stationierung von Raketenabwehrsystemen wie THAAD und Patriot in der Region.

### 23. Oktober
Die Staats- und Regierungschefs von Italien, Frankreich, Deutschland, USA und Kanada riefen Israel bei der Terrorismusbekämpfung zur Einhaltung des humanitären Völkerrechts auf. Am Tag zuvor waren bei einem israelischen Luftangriff auf das Flüchtlingslager Dschabaliya laut medizinischem Personal mindestens drei Palästinenser getötet worden. Das israelische Militär berichtete, dass sich 2000 ultraorthodoxe Juden freiwillig für einen Militärdienst gemeldet haben, deren Beteiligung am Militärdienst begrenzt ist, und dass die Armee mit der Ausbildung von Freiwilligen begonnen habe.
Um mehr Geiseln freizubekommen, riet die US-amerikanische Regierung der israelischen Regierung dazu, noch mit einer Großoffensive von Bodentruppen in den Gazastreifen zu warten und mit der Hamas über eine Freilassung von Geiseln zu verhandeln. In Vorbereitung auf eine militärische Bodenoffensive bzw. einen Häuserkampf im Gazastreifen, ließ sich die israelische Armee zwecks Schulung mehrere US-amerikanische Militärberater einfliegen.
Die Hamas ließ zwei ältere israelische Frauen frei, deren Ehemänner aber als Geiseln zurückblieben. Die 85-jährige Yocheved Lifshitz sagte am nächsten Tag, sie sei auf dem Weg nach Gaza in die Rippen geschlagen, aber von ihren Entführern in Gaza selbst fürsorglich behandelt worden.
Der ehemalige US-Präsident Barack Obama warnte Israel, dass seine Aktionen „die palästinensische Haltung für Generationen verhärten“ und die internationale Unterstützung Israels schwächen könnten; jede militärische Strategie, die die menschlichen Kosten des Krieges ignoriere, „könnte letztendlich nach hinten losgehen“.

### 24. Oktober
Die Vereinten Nationen appellierten dringend an Israel, mehr Hilfsgüter nach Gaza zu lassen. WHO-Chef Tedros Adhanom Ghebreyesus forderte, das Internationale Komitee vom Roten Kreuz (IKRK) solle sofort Zugang zu den aus Israel entführten Geiseln erhalten. Er forderte außerdem erneut die sofortige Freilassung aller Geiseln, die im Zuge des Terrorangriffs der islamistischen Hamas Anfang Oktober verschleppt worden waren.
UN-Generalsekretär Guterres verurteilte in einer Sitzung des UN-Sicherheitsrats den Angriff der Terrororganisation Hamas vom 7. Oktober aufs Schärfste, sagte aber auch, dass der Angriff „nicht im luftleeren Raum erfolgt“ sei. Das Volk der Palästinenser habe eine Geschichte 56-jähriger erdrückender Besatzung hinter sich. Es habe mit ansehen müssen, wie sein Land immer wieder von Siedlungen verschlungen wurde. Es sei Gewalt ausgesetzt gewesen, seine Wirtschaft sei abgewürgt worden, seine Häuser seien zerstört worden, seine Hoffnung auf eine politische Lösung sei geschwunden. Das alles könne nicht die widerwärtigen Angriffe der Hamas rechtfertigen, aber auch nicht eine kollektive Bestrafung des palästinensischen Volks rechtfertigen. Der israelische Außenminister Eli Cohen attackierte Guterres hierauf scharf. Während der Rede von Cohen verließen einige arabische Delegationen den Saal. Christoph Heusgen, Vorsitzender der Münchner Sicherheitskonferenz, stellte zu der Attacke Cohens gegen Guterres fest, dass Guterres Recht habe, wenn er die „Hamas-Aktion auf schärfste verurteile“ und gleichzeitig auf die 56 Jahre währende Besatzung der Palästinensergebiete hinweise, die nach geltendem Völkerrecht und UNO-Resolutionen eine „flagrante Verletzung des Völkerrechts“ darstelle. Israels Botschafter Ron Prosor bezeichnete Heusgens Äußerungen als „ungeheuerlich“; dieser habe den „bestialischen Terrorangriff der Hamas“ verharmlosend als „Hamas-Aktion“ bezeichnet und mit keinem Wort verurteilt.

### 25. Oktober
Laut dem UN-Nothilfebüro OCHA soll es innerhalb eines Tages 700 tote Palästinenser gegeben haben. Es berief sich auf das Hamas-Gesundheitsministerium. UNICEF beklagte seit Konfliktbeginn 2360 tote Kinder im Gazastreifen, und 5364 verletzte Kinder, ohne eine Quelle zu nennen; es handelte sich um die gleiche Zahl, die von der Hamas verbreitet wurde. Der Spiegel berichtete im Juli 2024, dass alleine durch einen israelischen Luftangriff auf ein Hochhaus 129 Menschen starben, die Mehrzahl davon Frauen und Kinder. Der Hohe Kommissar der Vereinten Nationen für Menschenrechte bestätigte 105 getötete Personen bei demselben Angriff, davon 79 Frauen und Kinder.
Als Reaktion auf vorangegangene Angriffe beschoss die israelische Luftwaffe syrische Militärstellungen. Syrien berichtete von acht toten Soldaten sowie sieben Verletzten.
Die Luftangriffe auf Stellungen sowie Kommandoposten und Waffenlager im Gazastreifen gingen weiter. Israel soll dabei einen Hamas-Kommandeur mit Beteiligungen an Tötungen und Verbindungen zu Mohammed Deif getötet haben. Auch die Grenzgefechte zwischen der Hisbollah im Libanon und Israel gingen weiter. Im Westjordanland wurden palästinensische Angreifer vom Militär mit Drohnen beschossen. Es soll 3 Tote und 20 Verletzte gegeben haben.
Der türkische Präsident Erdoğan bezeichnete die Hamas als „Befreiungsorganisation“, während der ägyptische Präsident as-Sisi vor einem Einmarsch in den Gazastreifen warnte.
Israelische Vertreter eskalierten den diplomatischen Konflikt wegen der Positionierung des UN-Generalsekretär Guterres vom 24. Oktober (siehe dort). Der israelische UN-Botschafter Gilad Erdan twitterte: „Ich denke, dass der Generalsekretär zurücktreten muss“. Israels Außenminister Eli Cohen sagte ein Treffen mit Guterres ab. Israel verweigerte dem UN-Untergeneralsekretär für die Koordinierung humanitärer Angelegenheiten, Martin Griffiths, ein Visum und kündigte weitere Visa-Verweigerungen gegenüber UN-Vertretern an. Die Deutsch-Israelische Gesellschaft richtete in einer Pressemitteilung einen Appell an die Bundesregierung, sie solle Israel im Konflikt mit UN-Generalsekretär Guterres wegen dessen Äußerungen vom 24. Oktober 2023 unterstützen. Regierungssprecher Steffen Hebestreit erklärte zu dem Konflikt, dass der UN-Generalsekretär das Vertrauen der Bundesregierung habe und Außenministerin Annalena Baerbock sich intensiv um Vermittlung bemühe. Zugleich betonte er die Solidarität der Bundesregierung mit Israel: „Wir stehen eng und unverbrüchlich an der Seite Israels.“ Die Arabische Liga forderte Unterstützung für Guterres. Guterres selbst zeigte sich schockiert über die Fehlinterpretation einiger seiner Erklärungen und bemühte sich um Klarstellung.
US-Präsident Joe Biden betonte in einem Telefonat mit dem israelischen Ministerpräsidenten Benjamin Netanyahu, wie wichtig es sei, „was nach der Krise kommt“. Dazu gehöre ein dauerhafter Frieden zwischen Israelis und Palästinensern. Biden habe bekräftigt, dass die Hamas nicht das palästinensische Volk oder dessen legitime Bestrebungen repräsentiere.

### 26. Oktober
Nach Angriffen auf israelische Stellungen bombardierte das israelische Militär in der Nacht weiterhin einen Beobachtungsposten und ein Militärgelände der Hisbollah im Libanon. Währenddessen wurden die israelischen Luftschläge gegen den Gazastreifen fortgesetzt. Im Verlauf des vergangenen Tages seien mehr als 350 Ziele getroffen worden, unter anderem Beobachtungsposten und Raketenabschussrampen in der Nähe ziviler Wohngebäude und Moscheen, gab das israelische Militär bekannt. Das Militär unternahm einen weiteren begrenzten Vorstoß in den Gazastreifen.
Israel ging von 224 Geiseln in der Hand der Hamas aus. Die Qassam-Brigaden teilten mit, es seien bisher etwa 50 Geiseln durch israelische Luftschläge getötet worden.
Hiba Tibi, bei CARE International zuständig für die Westbank und Gaza, sagte, dass es keinen sicheren Ort in Gaza gebe. Die Opferzahlen seien unfassbar und erschreckend. Riad Othman, Nahostreferent der Hilfsorganisation Medico international sprach von einer „desaströsen Lage“ in Gaza. Es fehle vor allem Trinkwasser. In Krankenhäusern gebe es keinen Strom, kein Verbandsmaterial und keine Betäubungsmittel. Amputationen und Operationen würden ohne Anästhesie mit Handybeleuchtung durchgeführt. Es gebe kein Verbandsmaterial für Brandwunden und es kämen viele Menschen mit Brandwunden in die Krankenhäuser.

### 27. Oktober
In der Nacht zu diesem Tag unternahm das Militär erneut einen begrenzten Vorstoß in den Gazastreifen. Dabei kamen Bodentruppen, Drohnen, Kampfflugzeuge und gepanzerte Fahrzeuge zum Einsatz. Laut israelischer Armee seien militärische Ziele sowie Terroristen ausgeschaltet worden, die beteiligten Einheiten zogen sich nach dem Angriff aus Gaza zurück. Diese begrenzten Vorstöße wurden als Vorbereitung einer Bodenoffensive im Gazastreifen gesehen. Ein Raketenangriff auf ein Haus in Tel Aviv verursachte drei Verletzte, der militärische Arm der Hamas im Gazastreifen bestätigte, die Raketen abgefeuert zu haben.
In Ägypten kam es im grenznahen Ort Taba zu sechs Verletzten, nachdem eine „anonyme gelenkte Drohne“ niedergegangen war. Der ägyptische Fernsehsender Al-Kahira News berichtete, eine Rakete sei eingeschlagen. Israels Armee zufolge war die Drohne aus der Nähe des Roten Meeres gekommen, Huthi-Rebellen könnten in Betracht gezogen werden.
Agence France-Presse berichtete gegen Abend von massivem israelischen Beschuss des Gazastreifens. Israel soll außerdem das Internet dort gekappt haben, AFP berief sich dabei auf Hamas-Mitglieder. Ein palästinensischer Internetbetreiber bestätigte einen Internetausfall durch massive Bombardierungen. Israels Armee teilte mit, in der kommenden Nacht wolle man den Bodeneinsatz ausweiten.
In einer Umfrage der israelischen Zeitung Ma’ariv sprachen sich 49 Prozent der befragten Bürgerinnen und Bürger dafür aus, dass die Regierung Israels mit dem Beginn einer Bodenoffensive im Gazastreifen noch abwarten sollte. 29 Prozent der Befragten sprachen sich hingegen dafür aus, dass das Militär sofort eine Bodenoffensive starten sollte.
Das von der Hamas geführte Gesundheitsministerium im Gazastreifen veröffentlichte eine Liste mit 6747 Namen und weiteren Personendaten von in Krankenhäusern registrierten Todesopfern in Gaza (davon 2665 Kinder und Jugendliche) mit dem Ziel, Zweifel an den Opferzahlen zu zerstreuen. Dabei wird nicht zwischen Hamas-Mitgliedern und unbeteiligten Zivilisten unterschieden. Eine ganze Reihe an hochrangigen Hamas-Vertretern und militärischen Kommandeuren, die Israel nach eigenen Angaben getötet haben will oder die Hamas selbst als „Märtyrer“ vermeldete, fehlten jedoch. Eine unabhängige Überprüfung der vollständigen Liste gibt es bislang nicht.
Die UN-Generalversammlung nahm am zweiten Sitzungstag der wieder aufgenommenen Zehnten Dringlichkeitssitzung mit der erforderlichen Zweidrittelmehrheit den Resolutionsentwurf A/ES-10/L.25 Protection of civilians and upholding legal and humanitarian obligations an. Die damit beschlossene Resolution A/RES/ES-10/21 verurteilt unter anderem jegliche Gewalt gegen israelische und palästinensische Zivilisten, forderte die sofortige und bedingungslose Freilassung aller Zivilisten und verlangte ungehinderten Zugang für humanitäre Hilfe in den Gazastreifen. Außerdem rief sie zu einer sofortigen dauerhaften und nachhaltigen humanitären Waffenruhe auf. Belgien, Frankreich, Liechtenstein, Luxemburg, Spanien und die Schweiz stimmten für, Israel selbst, Kroatien, Österreich, Paraguay, Tschechien, Ungarn und die USA gegen den Resolutionsentwurf; Deutschland enthielt sich der Stimme. Insgesamt gab es 120 Ja-Stimmen, 45 Enthaltungen und 14 Nein-Stimmen. Die Entschließung ist nicht völkerrechtlich bindend. Die tschechische Verteidigungsministerin Jana Černochová forderte daraufhin den Austritt ihres Landes aus den Vereinten Nationen, ihr Land habe in „einer Organisation von Terroristen-Fans“ nichts verloren.
Nachdem das israelische Militär die Ausweitung seiner Einsätze im Gazastreifen bekannt gegeben hatte, meldete die Hamas am Abend des 27. Oktobers Bodengefechte, laut dem militärischen Flügel der Organisation gab es bereits gewalttätige Zusammenstöße in zwei Orten im Gazastreifen, im Ort Beit Hanun sowie östlich des Flüchtlingslagers Al-Bureidsch im zentralen Gazastreifen.
Laut Medienberichten schätzen westliche und arabische Regierungen die Vorräte der Hamas im Gazastreifen als ausreichend, um mehrere Monate Krieg führen zu können. Die Organisation verfüge über große Mengen Nahrungsmittel sowie Hunderttausende Liter Treibstoff für Fahrzeuge und Raketen und Munition, die sie größtenteils im ausgedehnten Tunnelsystem unterhalb des Gazastreifens bunkere. Der ägyptische Analyst Samir Ghattas geht davon aus, dass die Hamas diese dringend benötigten Vorräte der von ihr regierten Zivilbevölkerung weiterhin vorenthalten werde, da die Priorität der Organisation im Kampf gegen Israel liege. Israelische Geheimdienste warfen der Hamas vor, die größte Klinik in dem Küstenstreifen, das Al-Schifa-Krankenhaus, als Kommando- und Kontrollzentrum mit Zugängen zu ihrem unterirdischen Tunnelsystem zu missbrauchen. Die Terroristen bewegten sich frei in der Klinik. Ein Armeesprecher sagte, es gebe in den Krankenhäusern Treibstoff, den die Hamas jedoch für ihre terroristische Infrastruktur nutze. Die Hamas bestritt die Vorwürfe.

### 28. Oktober
Die Nacht vom 27. zum 28. Oktober war geprägt von pausenlosen israelischen Luftangriffen, laut Guardian der schwersten Bombardierung des Gazastreifens seit Kriegsbeginn. Laut einem IDF-Sprecher waren etwa 100 israelische Jets an dem Angriff beteiligt, das Ziel sei die Zerstörung von Tunneln und unterirdischen Anlagen der Hamas gewesen. Infanterie und gepanzerte Fahrzeuge würden ihre Angriffe mit massiver Feuerunterstützung vom Meer und aus der Luft fortsetzen.
Der Palästinensische Rote Halbmond, Ärzte ohne Grenzen und die Weltgesundheitsorganisation (WHO) berichteten, sie hätten nach der Kappung der Kommunikationsdienste den Kontakt zu ihren Mitarbeitern und Einrichtungen vor Ort verloren. Das Committee to Protect Journalists warnte: „Die Welt verliert ein Fenster in die Realität aller am Konflikt Beteiligten.“
Auch am Morgen und am Tag gingen die Luftschläge gegen Hamas-Stellungen weiter. Israel reklamierte für sich, Asem Abu Rakaba getötet zu haben, er soll ein Planer des koordinierten Angriffs am 7. Oktober und verantwortlich für Luftaktivitäten der Hamas gewesen sein. Zudem wurden nach Angaben der israelischen Armee 150 unterirdische Ziele getroffen, dazu gehörten „von Terroristen genutzte Tunnel, unterirdische Kampfräume und weitere unterirdische Infrastruktur“. Israelische Grenzorte wurden weiterhin vom palästinensischen Gazastreifen aus beschossen.
Das israelische Außenministerium rief seine Diplomaten aus der Türkei zurück, nachdem der türkische Präsident Erdoğan am 25. Oktober auf einer pro-palästinensischen Demonstration in Istanbul Israel Kriegsverbrechen vorgeworfen und das Land als Besatzer bezeichnet hatte. Auf einer Kundgebung hatte er zudem geäußert, die Hamas seie keine Terror-, sondern eine Befreiungsorganisation.
Israels Armee veröffentlichte Videos, in denen mutmaßliche Mitglieder der Hamas in israelischer Haft die Nutzung des größten Krankenhauses im Gazastreifen für ihre Zwecke bestätigen sollen. Unter dem Al-Schifa-Krankenhaus gebe es „unterirdische Ebenen“, sagte ein mutmaßlicher Terrorist laut einem der Videos in einem Verhör. Die Hamas transportiere dort etwa ihre Sprengstoffe, Waffen, Lebensmittel und medizinische Ausrüstung, hieß es darin. Aus dem Video geht auch hervor, dass Hamas-Mitglieder sich bei israelischen Angriffen in Kliniken oder Schulen versteckten. Grund dafür sei, dass Israel solche Gebäude nicht bombardiere. Laut einem am 28. Oktober von der israelischen Tageszeitung Haaretz veröffentlichten Bericht teilten die Vereinigten Staaten Israel mit, dass sie die Lieferung von Gewehren einstellen würden, wenn diese weiterhin bei politischen Veranstaltungen an Zivilisten ausgegeben würden.

### 29. Oktober
Das von der Hamas kontrollierte Gesundheitsministerium im Gazastreifen gab bekannt, dass seit Beginn des Krieges mit Israel am 7. Oktober, mehr als 8000 Menschen in der palästinensischen Enklave getötet worden seien, die Hälfte davon Kinder. Der EU-Außenbeauftragte Josep Borrell und der UN-Generalsekretär António Guterres forderten aufgrund der Ereignisse eine humanitäre Feuerpause, um Hilfslieferungen in den Gazastreifen zu ermöglichen. Das Flüchtlingshilfswerk UNRWA teilte mit, dass im Gazastreifen eine verzweifelte Situation der Menschen ohne Strom, Nahrung und Wasser vorherrsche. IDF-Sprecher Daniel Hagari wiederholte derweil die Dringlichkeit der Warnung an die Zivilbevölkerung im nördlichen Teil des Gazastreifens, südlich des Wadi Gaza, in sicheres Gebiet zu ziehen, wo eine Versorgung mit Wasser, Nahrung und Medikamenten stattfinden könne. Er betonte, dass Israel einen Krieg mit der Hamas, nicht mit dem Volk von Gaza, führe und dass die Terrororganisation die Bewohner des Gazastreifens, wissend, dass die IDF zwischen Terroristen und Zivilisten unterscheide, als menschliche Schutzschilde nutze und daher innerhalb und unter zivilen Gebäuden operiere.
Zudem verkündete das israelische Militär, dass es die Bodenoffensive über Nacht ausgeweitet habe und zusätzliche Truppen in den Gazastreifen einmarschiert seien. Es sei zu Kämpfen mit Hamas-Terroristen gekommen, unter anderem nahe dem Erez-Grenzübergang.
Israels Armee hat nach eigenen Angaben als Reaktion auf Raketenangriffe Ziele in Syrien beschossen. Ziel sei der Abschussort der Flugkörper gewesen. Rund zehn Raketen seien auch aus dem Libanon in israelisches Gebiet eingedrungen, teilte die Armee am Abend mit und kündigte Gegenangriffe an. Als Reaktion sei auf den Ort des Raketenstarts geschossen worden, wobei unter anderem Abschussrampen getroffen worden seien. Aus libanesischen Sicherheitskreisen hieß es, dass die libanesische Hisbollah anscheinend ihre Raketenangriffe ausgeweitet habe; die Miliz selbst bestätigte das bisher nicht.
An diesem Tag wurde zum ersten Mal seit 2005 eine israelische Flagge von Soldaten im Gazastreifen gehisst.
Der Nationale Sicherheitsberater der USA, Jake Sullivan erklärte gegenüber CNN, dass Israel alles in seiner Macht stehende tun müsse, um zwischen Zivilisten und den Hamas als Terroristen zu unterscheiden. Zudem sollte Netanjahu die Gewalt „israelischer Siedler gegen unschuldige Menschen im Westjordanland zügeln“ und bezeichnete diese als inakzeptabel.

### 30. Oktober
Das israelische Militär gab am Morgen bekannt, am Vortag rund 600 Ziele im Gazastreifen angegriffen und dabei dutzende Hamas-Mitglieder getötet zu haben, während über Nacht die Bodenoperationen im nördlichen Gazastreifen fortgesetzt wurden, wobei Panzerspitzen den Rand von Gaza-Stadt erreichten. Widerstand verschanzter Hamasterroristen werde durch den Einsatz der Luftwaffe, darunter Kampfhubschraubern und Drohnen, gebrochen. Im Zuge der Kampfhandlungen seien auch drei hochrangige Hamas-Kommandeure getötet worden. Im Laufe des Tages drangen, zur Ausweitung der Bodenoffensive, weitere israelische Kräfte in den Gazastreifen ein, wo unter Führung des Kommandanten des IDF-Südkommandos, Yaron Finkelman, eine Lagebeurteilung vorgenommen wurde.
Ein lokaler Journalist in Gaza filmte, wie ein Panzer auf der Saladin-Straße in einem landwirtschaftlichen Gebiet namens Dschuhor ad-Dik südlich von Gaza-Stadt Feuer auf einen Personenwagen eröffnete, der beim Anblick des Panzers bereits gewendet hatte und in die Gegenrichtung fahren wollte. Das Wall Street Journal berichtete, gemäß einem Augenzeugen habe es sich um ein Taxi mit einer weißen Flagge auf der Motorhaube gehandelt. Laut dem Gesundheitsministerium von Gaza wurden drei Menschen bei dem Vorfall getötet.
Nach Angaben israelischer Menschenrechtsgruppen töteten radikale und teils militarisierte israelische Siedler infolge des Terrorangriffs mindestens sechs Palästinenser im Westjordanland, ohne dass Strafverfolgungsbehörden aktiv wurden, misshandelten und vertrieben hunderte Weitere, indem sie mit Erschießung drohten. Die teils in Begleitung israelischer Soldaten erfolgte Vertreibung und Landnahme im Westjordanland führte dazu, dass 30 Menschenrechtsorganisationen in Israel die internationale Gemeinschaft Ende Oktober dazu aufriefen, eine „vom Staat [Israel] unterstützte Welle der Siedlergewalt“ aufzuhalten. Berichte von Haaretz und Times of Israel belegen die dargestellte Vertreibung.
Aus dem Gazastreifen heraus wurden weiterhin Raketen auf Israel abgefeuert, wobei es zu mehreren Einschlägen im Gebiet von Netiwot, Aschkelon und Be’er Scheva kam. Auch kam es weiterhin zu Beschuss aus dem Libanon auf israelische Militärposten entlang der Nordgrenze, welcher von israelischer Artillerie beantwortet wurde.
Der israelische Finanzminister Bezalel Smotrich gab bekannt, er habe angewiesen, den Transfer von Geldern an die Palästinensische Autonomiebehörde zu stoppen. Am Abend gab Premierminister Netanjahu eine Erklärung gegenüber ausländischen Medien ab, dass Israel einer Einstellung der Kampfhandlungen nicht zustimmen werde, da dies einer Kapitulation vor der Hamas gleichkäme.
Im Westjordanland wurden vier Palästinenser getötet und fünf weitere nach Auseinandersetzungen mit Soldaten verletzt. Augenzeugen berichteten, während der Bodenoperationen im Gazastreifen sei die wichtigste Nord-Süd-Straße, die Saladin-Straße, von Panzern blockiert worden; Panzer und Hubschrauber hätten sie zudem durch Beschuss unbefahrbar gemacht. In Jerusalem wurde ein Palästinenser erschossen, nachdem er einen Polizisten mit einem Messer angegriffen und schwer verletzt hatte. Die Hamas veröffentlichte ein mutmaßlich unter Zwang aufgenommenes Video, in dem israelische Geiseln Premierminister Netanjahu „Versagen“ vorwerfen. Israelische Medien stuften das Video als „Psychoterror“ der Hamas gegen Israel ein.
In einer Nachtoperation konnte die israelische Soldatin Ori Megidish befreit und zu ihrer Familie zurückgebracht werden. Megidish war am 7. Oktober am IDF Stützpunkt Nahal Oz gefangen genommen worden. Die deutsch-israelische Geisel Shani Louk wurde nach Angaben der israelischen Regierung für tot erklärt. Man habe Splitter ihres Schädelknochens gefunden und per DNA-Probe identifiziert. Möglicherweise sei sie bereits zum Zeitpunkt ihrer Verschleppung tot gewesen.

### 31. Oktober
Nach Angaben der Israelischen Verteidigungsstreitkräfte (IDF) waren am Vortag rund 300 Ziele im Gazastreifen angegriffen und dabei zahlreiche Hamas-Terroristen getötet worden, darunter der Kommandeur des Bataillons Bait Lahiya, welches laut IDF für die Massaker in den Kibbuzen Erez und Netiv HaAsara verantwortlich war. Zu den angegriffenen Zielen zählten zudem Raketenabschusspositionen, Tunneleingänge und Gebäude, die von der Hamas für militärische Zwecke genutzt wurden. Nach Angaben der New York Times scheinen israelische Truppen Gaza-Stadt umzingelt zu haben und riegeln es von Norden und Süden her in einer Art Zangenbewegung ab. Der Stabschef der iranischen Armee, Mohammad Bagheri, behauptete, dass sich unter dem nördlichen Teil des Gazastreifens Tunnelanlagen in der Länge von über 400 Kilometern befänden, wovon einige von Fahrzeugen befahren werden könnten und andere in das Innere Israels führen würden. Im Laufe des Tages besetzten israelische Truppen nach schweren Gefechten eine als „Terrorhochburg“ bezeichnete Gegend im Westen von Dschabaliya, wobei mehrere Terroristen und zwei israelische Soldaten getötet wurden.
Nach Angaben des israelischen Militärs wurde eine Boden-Boden-Rakete aus dem Gebiet des Roten Meeres in Richtung Eilat an der Südspitze Israels vom Luftverteidigungssystem Arrow abgefangen, wobei es sich um den ersten operativen Einsatz dieses Abwehrsystems in diesem Konflikt gehandelt haben soll. Es wurde angenommen, dass die Rakete von den von der Islamischen Republik Iran unterstützten Huthi-Rebellen im Jemen abgefeuert wurde. Später am Tag gaben Yahya Sria, ein Sprecher der Huthi-Rebellen, sowie Abdel-Aziz bin Habtour, Premierminister der Huthi-Regierung, bekannt, dass ein Luftangriff mit Drohnen, ballistischen Raketen und Marschflugkörpern gegen Südisrael durchgeführt worden sei. Damit war nach der Hisbollah eine zweite Fraktion der mit Iran verbündeten, schiitischen „Achse des Widerstands“ in den Krieg eingetreten.
Zudem gab das Militär bekannt, dass die Hisbollah erneut Raketen und Granaten aus dem Libanon auf IDF-Stellungen und offenes Gelände an der Nordgrenze abgefeuert habe. Durch Einschläge von Raketensalven aus dem Gazastreifen seien zudem mehrere Menschen in der südlichen Großstadt Aschdod verletzt worden.
Am Abend griff die israelische Luftwaffe nach eigenen Angaben Infrastruktur und Terroristen des Dschabaliya-Bataillons der Hamas im Flüchtlingslager Dschabaliya an, worauf nach IDF-Angaben ein Tunnelsystem der Hamas und in weiterer Folge auch mehrere Gebäude einstürzten. Laut Berichten der palästinensischen Gesundheitsbehörde tötete der Luftschlag über 50 Menschen und verwundete 150 weitere; Hamas sprach von 400 Getöteten und Verwundeten.
Nach IDF-Angaben waren darunter zahlreiche Terroristen, mit Ibrahim Biari auch ein Mitverantwortlicher des Terrorangriffs vom 7. Oktober auf Israel. Hamas verneinte dies.
Die BBC berichtete, vor dem indonesischen Krankenhaus im nahe gelegenen Beit Lahia sei eine lange Reihe von Leichensäcken ausgelegt worden; der chirurgische Leiter des Krankenhauses erklärte, man habe 400 Verletzte, darunter 120 Tote, aufgenommen, die meisten davon Kinder und Frauen.
Der Angriff wurde umgehend durch das ägyptische, saudi-arabische, jordanische und katarische Außenministerium verurteilt. Bolivien kündigte den Abbruch diplomatischer Beziehungen zu Israel an, Kolumbien und Chile beorderten ihre Botschafter aus Israel zurück.
Die USA kündigten die Entsendung weiterer 300 Soldaten in den Nahen Osten unter das Regionalkommando CENTCOM an. Die USA erklärten sich ferner „zutiefst besorgt“ über den deutlichen Anstieg an Gewalttätigkeiten gegenüber palästinensischen Zivilisten im besetzten Westjordanland. Die US-Botschafterin bei der UNO, Linda Thomas-Greenfield, veröffentlichte eine Erklärung in den sozialen Medien, die Israel dazu aufforderte, diese Angriffe zu unterbinden.
Das von der Hamas geführte Gesundheitsministerium gab an, dass sich die Zahl der Todesopfer im Gazastreifen seit Kriegsbeginn auf 8525 erhöht habe, darunter befänden sich 3542 Kinder und 2187 Frauen. Laut dem Sprecher Ashraf al-Qidra ist auch der Hauptstromgenerator im von Indonesien finanzierten und in Nordgaza liegenden Krankenhaus von Bait Lahiya aufgrund Treibstoffmangels ausgefallen.
Die israelische Polizei gab bekannt, dass bislang 826 bei den Anschlägen in Israel getötete Zivilisten identifiziert und 732 davon zur Beerdigung freigegeben worden seien. Den Angaben nach handelt es sich um einen langsamen Prozess, da viele der Opfer schwere Verbrennungen oder Verstümmelungen aufwiesen. Zudem wurden bislang auch die Namen von 317 Soldaten und 58 Polizisten bekanntgegeben, die durch den Terrorangriff oder bei den anschließenden Kämpfen getötet wurden.
Das Hilfswerk der Vereinten Nationen für Palästina-Flüchtlinge im Nahen Osten (UNRWA) meldete, dass drei weitere ihrer Mitarbeiter von Luftschlägen getötet worden sein, „während sie daheim bei ihren Familien“ gewesen seien; die Gesamtzahl getöteter UNRWA-Mitarbeiter beliefe sich nun auf 67.

## November 2023

### 1. November
Am Morgen gaben die IDF bekannt, dass am Vortag 13 Soldaten der Givʿati-Brigade und zwei Soldaten des 7. Panzerbataillons bei verschiedenen Kampfhandlungen im Norden des Gazastreifens getötet worden seien, zudem berichteten sie von mindestens sieben Verwundeten. Die Armee verkündete darüber hinaus, dass seit Beginn des Krieges rund 11.000 Ziele der Hamas und anderer Terrororganisationen im Gazastreifen angegriffen worden seien. Itzik Cohen, Kommandeur der 162. IDF-Division, teilte am Nachmittag mit, dass sich israelische Streitkräfte tief im Gazastreifen und vor den Toren von Gaza-Stadt befänden. Der Verantwortliche sämtlicher Panzerabwehrraketeneinheiten der Hamas im Gazastreifen, Muhammad A’sar, wurde bei einem Luftangriff getötet. Am Abend gab der IDF-Sprecher Daniel Hagari bekannt, dass der Bodeneinsatz nach Plan verlaufe und die Frontverteidigungslinien der Hamas im Norden des Gazastreifens durchbrochen worden seien.
Aufgrund mehrerer gegen Südisrael durchgeführter Raketen- und Drohnenangriffe der von Iran unterstützten Huthi-Rebellen im Jemen verstärkte die israelische Marine das Gebiet um das Rote Meer mit Flugkörperschnellbooten. Erst am Morgen war ein anfliegendes Objekt in der Nähe der Stadt Eilat abgefangen worden, am Vortag hatte das Militär eine Rakete und zwei Drohnen über dem Roten Meer zerstört. Entlang der libanesischen Grenze kam es erneut zu Kampfhandlungen, wobei Mörsergranaten und Panzerabwehrraketen auf israelisches Gebiet abgefeuert wurden, worauf Israel unter anderem mit Panzerbeschuss antwortete.
Nach Angaben palästinensischer Gesundheitsbehörden wurden über Nacht vier Palästinenser bei Zusammenstößen mit israelischen Streitkräften im Westjordanland getötet und Atta Abu Rumaila, Fatah-Generalsekretär von Dschenin, verhaftet. Die israelische Armee bestätigte, einen Drohnenangriff in Dschenin gegen terroristische Ziele durchgeführt zu haben. Die Palästinensische Autonomiebehörde rief daraufhin zum Generalstreik im Westjordanland und in Ostjerusalem auf. Berichten zufolge wurden seit dem Angriff der Hamas auf Südisrael 122 Palästinenser im Westjordanland durch die IDF oder in einigen Fällen durch Siedler getötet sowie mehr als 1000 Palästinenser festgenommen.
Laut der Organisation Reporter ohne Grenzen wurden seit Beginn des Krieges 34 Journalisten getötet, davon 12 in Ausübung ihrer Tätigkeit, davon 10 in Gaza sowie jeweils einer in Israel und Libanon. Der für Ynet berichtende israelische Journalist Roee Idan wurde beim Angriff der Hamas auf Kfar Azza ermordet, der für Reuters arbeitende Issam Abdallah starb im Südlibanon durch israelischen Beschuss. Die Fälle Idan und Abdallah werden von der Organisation, zusammen mit acht palästinensischen Journalisten, die bei Luftangriffen auf zivile Gebiete in Gaza getötet worden waren, als Kriegsverbrechen eingestuft, weshalb eine Beschwerde an den Internationalen Strafgerichtshof eingereicht wurde.
Es kam erstmals seit Beginn des Anschlags auf Israel am 7. Oktober zur Öffnung des Grenzüberganges Rafah nach Ägypten, um rund 400 Menschen mit ausländischem Pass ein Verlassen des Gazastreifens zu ermöglichen. Die Öffnung wurde von Katar und in Abstimmung mit den USA zwischen Ägypten, Israel und der Hamas vermittelt. Zudem wurden auch 90 schwer Verletzte evakuiert, die in Ägypten in ein Lazarett aufgenommen wurden.
Jordanien beorderte seinen Botschafter aus Israel zurück und teilte Israel gleichzeitig mit, dass der israelische Botschafter nicht vor Beendigung des Krieges und der humanitären Krise in Gaza nach Jordanien zurückkehren sollte.
Der EU-Außenbeauftragte Josep Borrell erklärte via X, er sei „entsetzt“ über die hohe Opferzahl beim Beschuss des Flüchtlingscamps Dschabaliya.
Großbritanniens Außenminister James Cleverly zeigte sich entsetzt über die Ankündigung der Hamas, Massaker wie am 7. Oktober wiederholen zu wollen, wie er auf der Plattform X schrieb. Er veröffentlichte dazu ein Video des Sprechers der Hamas, Ghazi Hamad, in dem dieser unter anderem davon sprach, das Land Israel „beseitigen“ zu wollen. Das Massaker vom 7. Oktober sei nur das erste Mal gewesen und es werde weitere Male geben, kündigte Hamad darin an.
Durch die Gegenangriffe Israels sind die (zivilen) Telekommunikationsverbindungen in Gaza seit Ende Oktober 2023 gestört bzw. vorübergehend vollständig unterbrochen. Das Angebot von Elon Musk, Kommunikation mit Hilfe von Starlink für die UN-Hilfsorganisationen in Gaza zur Verfügung zu stellen, wurde von Israel kritisiert.
Bei einem zweiten Luftangriff auf das Flüchtlingslager Dschabaliya wurden laut dem von der Hamas kontrollierten Gesundheitsministerium im Gazastreifen erneut „Dutzende“ Menschen getötet und verletzt. UN-Vertreter verurteilten die Angriffe, das UN-Menschenrechtsbüro sagte: „Angesichts der hohen Zahl ziviler Opfer und des Ausmaßes der Zerstörung […] sind wir ernsthaft besorgt, dass es sich um unverhältnismäßige Angriffe handelt, die Kriegsverbrechen darstellen könnten.“ Ein Militärsprecher Israels sagte, dass die Hamas sich dort absichtlich hinter ziviler Infrastruktur verstecke, daher sei die israelische Armee in einem Dilemma. Die Hamas wolle „dieses Bild der Zerstörung“.

### 2. November
Über Nacht kam es nach IDF-Angaben zu schweren Kämpfen zwischen Truppen der Golani- und der Nachal-Brigade mit Terroristen der Hamas, welche Sprengsätze, Granaten und Raketen eingesetzt hätten. Die IDF führte Artillerie- und Panzerbeschuss sowie Angriffe der Luftwaffe und der Marine durch. Weiterhin wurden Hamas-Standorte im Gazastreifen, darunter Waffenproduktions- und -lagerstätten, sowie Abschusspositionen für Raketen und Drohnen angegriffen. Im Zuge der Kampfhandlungen wurden auf Seiten der IDF unter anderem ein Bataillonskommandeur der 188. Panzerbrigade und ein Kompaniechef der Jerusalem-Brigade getötet.
Der israelische Militärsprecher Daniel Hagari meldete gegenüber Medien die vollständige Umzingelung von Gaza. Netanjahu sprach von beeindruckenden Erfolgen, man hätte die Außenbezirke von Gaza passiert. Der Hamas-Militärsprecher Abu Obaida sagte dazu: „Ihre Soldaten werden in schwarzen Taschen zurückkehren.“
Der IDF-Generalstabschef Herzi Halewi meldete am Nachmittag, dass israelische Bodentruppen bereits in das umzingelte Gaza-Stadt eingedrungen seien und sich im dichten Stadtgebiet Nahkämpfe mit Terroristen lieferten, wobei sie von der Aufklärung, Luftwaffe und Marine unterstützt würden. Armeeingenieure hätten zudem mit einer groß angelegten Operation zur Zerstörung von Hamas-Tunneln in Gebieten des Gazastreifens begonnen.
Die Hamas ihrerseits verbreitete Gefechtsaufnahmen, in welchen ein Panzervernichtungstrupp aus einem Tunnelschacht klettert und einen israelischen Panzer mit zwei Panzerabwehrhandwaffen bekämpft. Durch diese Tunnel ist es Hamas-Kämpfern teilweise möglich, sich unbemerkt an israelische Soldaten und Panzer anzunähern.
Das von der Hamas geführte Gesundheitsministerium in Gaza gab an, dass seit Kriegsausbruch 9061 Menschen im Gazastreifen getötet worden seien, darunter 3760 Personen unter 18 Jahren. Im Gouvernement Tulkarm im Westjordanland wurde ein israelischer Zivilist erschossen. Die Tat wird von den Behörden als Terroranschlag eingestuft.
Etwa 400 Ausländer und Palästinenser mit doppelter Staatsangehörigkeit verließen den Gazastreifen in Richtung Ägypten, wie der ägyptische Rote Halbmond der Nachrichtenagentur dpa bestätigte. Zudem sei für den Tag die Ausreise von 200 weiteren Haltern ausländischer Pässe geplant.
An der israelischen Nordgrenze kam es nach IDF-Angaben erneut zu libanesischem Beschuss in den Gegenden der Schebaa-Farmen, des Hermon-Massivs und des Kibbuz Manara; zudem sei eine Rakete auf eine unbemannte israelische Drohne abgefeuert worden. Das israelische Militär habe daraufhin die Abschusspositionen im Südlibanon unter Beschuss genommen. Gegen Mittag teilte die UNFIL mit, dass zwei libanesische Hirten durch Kreuzfeuer ums Leben gekommen seien. Die Zahl toter libanesischer Zivilisten stieg damit auf zehn. Ein Sprecher der von Iran unterstützten und ursprünglich in Syrien operierenden Miliz „Imam-Hussein-Brigade“ gab bekannt, zur Unterstützung der Hisbollah im Südlibanon eingetroffen zu sein. Eine im Libanon gestartete Rakete traf am Abend ein Einkaufsviertel der Kleinstadt Kirjat Schmona, wobei Brände ausbrachen und mindestens zwei Menschen verletzt wurden.
Das von der Hamas geführte palästinensische Pressebüro sagte, bei den beiden Angriffen auf das Flüchtlingslager in Dschabaliya am 31. Oktober und 1. November seien insgesamt mindestens 195 Palästinenser getötet worden. Weitere 120 seien vermisst und unter dem Schutt begraben und mindestens 777 weitere seien verwundet worden.
Der von der Hamas geführte Zivilschutz berichtete erneut ein israelischer Luftangriff auf das Flüchtlingslager Bureij mit 15 Toten. Insgesamt wurden laut einem UNRWA-Sprecher am 2. November vier als Zufluchtsstätten genutzte UN-Schulen von israelischen Streitkräften angegriffen, drei in Nord-Gaza und eine in Bureij in der südlichen Zone, in welche die Zivilbevölkerung der nördlichen Regionen hatte fliehen sollen.
Nach wiederholtem Beschuss von jenseits der Grenze attackierte das Militär eigenen Angaben zufolge gegen Abend erneut Hisbollah-Stellungen im Libanon. Ziel seien unter anderem deren Waffenlager, Kommandoposten und ein Militärgelände gewesen. Die Organisation hatte sich zuvor zu 19 Angriffen auf israelische Stellungen bekannt. Wenig später starben vier weitere libanesische Zivilisten durch Beschuss.
Das israelische Militär gab bekannt, es habe einen Telefonmitschnitt zwischen einem Hamas-Kommandeur und einem palästinensischen Zivilisten, in dem es offenbar darum geht, dass die radikal-islamistische Organisation Mitarbeiter eines Krankenhauses im nördlichen Gazastreifen angewiesen haben soll, ihr den verbliebenen Treibstoff zu überlassen. Zuvor hatte das von der Hamas kontrollierte Gesundheitsministerium mitgeteilt, im Indonesischen Krankenhaus in Beit Lahia sei der Stromgenerator ausgefallen.

### 3. November
Über Nacht führten israelische Bodentruppen der Nachal-Brigade Angriffe gegen Hamasterroristen im nördlichen Gazastreifen durch, wobei sie Feuerunterstützung durch Kampfflugzeuge, Kampfhubschrauber und Artillerie erhielten. Dabei wurden nach IDF-Angaben mehrere Terroristen getötet, darunter der Hamas-Kommandeur Mustafa Dalloul. In Beit Hanun wurden nach IDF-Angaben bei Durchsuchungen durch die 551. IDF-Brigade Waffen, Munition, Kartenmaterial und Kommunikationsausrüstung der Hamas aufgefunden. Die Spezialeinheit Jahalom habe zudem, unterstützt durch Infanterie- und Panzereinheiten, mehrere Tunneleingänge freigelegt. Es wurden Videoaufnahmen von der Sprengung einer Tunnelanlage veröffentlicht. Am Nachmittag erklärten die IDF, im Laufe des Tages zahlreiche Terroristen getötet zu haben, darunter solche, die aus Tunnelanlagen heraus Angriffe durchgeführt hätten.
Die Streitkräfte der Vereinigten Staaten bestätigten auf Anfragen von Journalisten, dass die US-Armee über dem Gazastreifen unbewaffnete Reaper-Drohnen zur Aufklärung einsetze. Die unbemannten Flugzeuge setze man, so die offiziellen Angaben, seit dem Hamas-Überfall auf Israel Anfang Oktober 2023 zur Suche nach Geiseln ein, die von der Hamas aus Israel entführt worden seien. Sie würden nicht dazu benutzt, Israel bei der Koordinierung von Militäraktionen zu helfen; lediglich Informationen zur Geiselbefreiung würden an Israel weitergegeben.
Der Palästinensische Rote Halbmond (PRCS) verurteilte den Beschuss eines Krankenwagenkonvois direkt vor dem Eingang zum Al-Schifa-Krankenhaus, bei dem nach seinen Angaben 15 Menschen getötet und mehr als 60 weitere verwundet wurden. Ein weiterer Krankenwagen sei in etwa einem Kilometer Entfernung von dem Krankenhaus beschossen worden. Das israelische Militär bestätigte einen Angriff auf einen Krankenwagen. Soldaten seien davon ausgegangen, dass der Wagen von einer Hamas-Einheit im Kampfgebiet eingesetzt werde. Bei dem Angriff seien mehrere Hamas-Terroristen getötet worden, so die Armee. Man habe Informationen, die belegten, dass die „Vorgehensweise der Hamas darin besteht, Terroristen und Waffen in Krankenwagen zu transportieren“, hieß es weiter. In seiner Erklärung zu dem Vorfall nannte das israelische Militär keine Beweise für seine Behauptung, dass der Krankenwagen mit der Hamas in Verbindung gestanden habe, erklärte aber, dass es weitere Informationen veröffentlichen wolle.
Es wurde bekannt, dass sich ein russisches Flugabwehrsystem auf dem Weg von Syrien zur Hisbollah im Libanon befinden solle.

### 4. November
Die Gefechte mit der Hisbollah-Miliz im Libanon gingen weiter. Am Morgen beschoss das israelische Militär nach eigenen Angaben Stellungen für Angriffe auf Israel und einen Beobachtungsposten. Bewohner des Südlibanons sprachen von den schwersten Luftangriffen seit Beginn des Gaza-Krieges. Die Kassam-Brigaden teilten mit, eine Rakete auf das relativ weit vom Gazastreifen entfernte Eilat geschossen zu haben.
Die IDF gaben bekannt, am Tag rund 120 Ziele der Hamas im Gazastreifen angegriffen zu haben. IDF-Generalstabschef Herzi Halewi führte eine Inspektion der Streitkräfte im Gazastreifen durch. Die Hamas gab bekannt, dass sie sich Kämpfe mit israelischen Truppen im südlichen Stadtteil Tel al-Hawa von Gaza-Stadt geliefert habe. Die israelische Armee soll nach eigenen Angaben bei Kämpfen im Gazastreifen dutzende Hamas-Kämpfer getötet, deren Waffen entdeckt sowie Tunnelschächte freigelegt haben. Die IDF bestätigten auch eine begrenzte Operation im südlichen Gazastreifen unter der Führung der Gaza-Division.
Eine UNRWA-Sprecherin bestätigte palästinensische Meldungen, dass Israel eine von der UN betriebene Schule in Dschabaliya in Nord-Gaza angegriffen habe und dabei auch Kinder ums Leben gekommen seien. Laut dem Gesundheitsministerium von Gaza wurden mindestens 15 Menschen getötet und viele weitere verletzt. Das israelische Militär erklärte, einer vorläufigen Untersuchung zufolge habe es die Anlage nicht gezielt angegriffen. Es sei jedoch möglich, dass eine Explosion auf diesem Gelände Folge eines israelischen Angriffs auf ein anderes Ziel gewesen sei. Die Untersuchung des Vorfalls dauere an.
Nach Angaben aus dem Umfeld des Ägyptischen Roten Halbmonds wurde die Ausreise verletzter Palästinenser sowie von Personen mit fremder Staatsbürgerschaft aus dem Gazastreifen einstweilig gestoppt. Grund sei die Weigerung Israels, verletzte Palästinenser in ägyptische Krankenhäuser bringen zu lassen, wie ein Vertreter der Grenzübergangsverwaltung der Nachrichtenagentur AFP sagte. Nach US-Angaben versuchte die Hamas, über den zeitweise geöffneten Grenzübergang Rafah verletzte eigene Kämpfer aus dem Gazastreifen nach Ägypten auszuschleusen. Ägypten kündigte am Donnerstag an, bei der Evakuierung von „etwa 7000“ Ausländern und Menschen mit doppelter Staatsbürgerschaft aus dem Palästinensergebiet zu helfen.
Der amerikanische Außenminister Blinken traf in der jordanischen Hauptstadt Amman Vertreter arabischer Staaten, darunter den stellvertretenden Ministerpräsidenten des Libanon, Miqati, sowie die Außenminister von Katar, Jordanien, Ägypten, Saudi-Arabien und den Vereinigten Arabischen Emiraten. Während die Vereinigten Staaten eine Feuerpause weiterhin ablehnen, forderten mehrere der arabischen Vertreter nach dem Treffen eine sofortige Waffenruhe. Der türkische Staatschef Erdoğan erklärte, der israelische Premierminister Netanjahu sei fortan kein Gesprächspartner mehr für ihn, er wolle aber die diplomatischen Beziehungen zu Israel nicht abbrechen. Allerdings zog die Türkei an demselben Tag ihren Botschafter aus Israel ab und erwiderte damit einen analogen Schritt Israels vom Vormonat. Im weiteren Verlauf des Tages kündigte Erdoğan an, Ende November den iranischen Präsidenten Ebrahim Raisi zu Gesprächen über den Konflikt zu erwarten. Die staatliche iranische Nachrichtenagentur gab bekannt, dass Machthaber Ajatollah Ali Chamenei den Chef des politischen Büros der Hamas, Ismail Haniyya, in Teheran empfangen habe. Wann das Treffen stattgefunden haben soll, wurde nicht präzisiert.

### 5. November
Nach israelischen Armeeangaben hat die 36. Division, deren Aufgabe die Einkreisung von Gaza-Stadt darstelle, innerhalb einer Woche rund 1600 Hamas-Ziele angegriffen und bei den Kämpfen mehr als 300 Terroristen getötet, wobei es aus den von der Division besetzten Gebieten zu keinem Raketenabschuss auf Israel mehr gekommen sei. Die Division sei mit der Aufspürung und Zerstörung von Tunnelanlagen in ihrem Bereich beschäftigt, welche von der Hamas für Bewegungen und Hinterhalte genutzt würden. Die Division habe außerdem festgestellt, dass die Hamas in letzter Zeit Schwierigkeiten hatte, größere organisierte Angriffe auf IDF-Truppen durchzuführen. Der IDF-Sprecher Daniel Hagari bestätigte, dass Gaza-Stadt vollständig eingekreist und die Küstenenklave in eine Nord- und Südhälfte gespalten worden sei. Zudem würden umfangreiche Angriffe auf die Terror-Infrastruktur, sowohl unter der Erde als auch über der Erde, stattfinden. Die israelische Armee gab bekannt, die Saladin-Straße wieder für die Evakuierung von Zivilisten aus dem nördlichen Gazastreifen geöffnet zu haben.
In der Nacht wurde zudem der Journalist Mohammad Abu Hassira in Gaza-Stadt getötet. Er kam mit mehreren seiner Familienmitglieder bei einem Luftangriff auf sein Haus um.
Bei nächtlichen Razzien im Westjordanland wurden laut IDF-Angaben 36 gesuchte Palästinenser, darunter 18 Hamas-Mitglieder, festgenommen. Dabei war es in Dschenin und Hebron zu Zusammenstößen gekommen. In Abu Dis wurde Nabil Halabia, laut IDF-Angaben ein dem IS nahestehender Palästinenser bei einem Festnahmeversuch erschossen. Nach Angaben der IDF haben israelische Truppen seit dem 7. Oktober im gesamten Westjordanland 1350 gesuchte Palästinenser festgenommen, darunter mehr als 850, die der Hamas nahe stehen. Laut Gesundheitsministerium der Palästinensischen Autonomiebehörde wurden in diesem Zeitraum mehr als 130 Palästinenser im Westjordanland von israelischen Streitkräften oder in einigen Fällen von israelischen Siedlern getötet.
Der israelische Minister für Kulturerbe, Amihai Eliyahu, Mitglied der als rechtsextremistisch und jüdisch-suprematistisch charakterisierten Partei Otzma Jehudit, führte in einem Interview mit dem religiösen Radiosender Kol BaRama aus, der Abwurf einer Atombombe auf den Gazastreifen sei „eine Option“, was einen politischen Eklat auslöste. Weiterhin erklärte er unter anderem, „unbeteiligte Zivilisten“ gebe es im Gazastreifen nicht und die palästinensische Bevölkerung könne „nach Irland oder in die Wüste gehen, die Monster in Gaza sollten selbst eine Lösung finden“. Oppositionsführer Jair Lapid forderte daraufhin Eliyahus Entlassung. Das Weiße Haus äußerte, derartige Bemerkungen würden den eigenen Bemühungen schaden. Der israelische Ministerpräsident Netanyahu nannte die Ausführungen Eliyahus zunächst „realitätsfern“ und suspendierte Eliyahu schlussendlich „bis auf Weiteres“ vom Koalitionskabinett. Der israelische Verteidigungsminister Joaw Galant schrieb, es sei „gut, dass dies nicht die Menschen sind, die an der Sicherheit Israels beteiligt sind“ – Eliyahu war nicht Teil des ausgerufenen Koalitionskriegskabinetts. Eliyahus Radiointerview wurde in der gesamten arabischen Welt verurteilt.
In der Nähe des Kibbuz Yiftah an der libanesischen Grenze wurde ein israelischer Zivilist durch Raketenbeschuss der Hisbollah getötet. Libanesische Medien erklärten, Israel habe im Libanon zwei Zivilfahrzeuge beschossen, und dabei eine Frau und drei Kinder getötet, wobei ein Fahrzeug verbrannt worden sei. Weitere Personen, darunter die Mutter, seien verletzt worden. Israel erklärte, die Angriffe hätten sich gegen eine Terrorzelle gerichtet. Zudem schoss die Organisation im Laufe des Tages 13 Raketen auf die teilweise evakuierte Grenzstadt Kirjat Schmona, wobei sieben Raketen im Stadtgebiet einschlugen und schwere Schäden an Bauwerken verursachten.
UN-Organisationen, darunter das Nothilfebüro (OCHA), das Flüchtlingshilfswerk (UNHCR), das Kinderhilfswerk (Unicef), die Weltgesundheitsorganisation (WHO) und das Welternährungsprogramm (WFP), sowie die Hilfsorganisationen Care und Save the Children verurteilten in einer gemeinsamen Erklärung die Tötung Tausender Zivilisten in Gaza und forderten eine sofortige Feuerpause.

### 6. November
Nach Angaben der IDF wurden am vergangenen Tag mehr als 450 Hamas-Ziele im Gazastreifen angegriffen, darunter Tunnelanlagen, Beobachtungsposten und Raketenabschusspositionen. Zudem hätten die IDF über Nacht eine Hamas-Hochburg eingenommen, wobei mehrere Terroristen, darunter der Leiter der Sonderoperationen der Hamas, sowie der Kommandeur des Hamas-Bataillons Deir al-Balah getötet worden seien. Militärsprecher kündigten die nächste Phase in Israels Krieg gegen die Hamas an. Sie solle in Angriffen auf die Hamas in ihren Tunneln und Bunkern bestehen, jedoch im nördlichen Gazastreifen. IDF-Sprecher Daniel Hagari erklärte zudem, dass die israelischen Streitkräfte tief nach Gaza-Stadt eingedrungen seien und dort den Druck auf die Hamas erhöht hätten.
Das von der Hamas betriebene Gesundheitsministerium in Gaza gab bekannt, es seien seit Beginn des Kriegs mehr als 10.000 Menschen in Gaza getötet worden, darunter über 4.000 Minderjährige. Diese Zahlenangaben konnten nicht unabhängig überprüft werden, wurden aber von der Weltgesundheitsorganisation als glaubwürdig eingestuft. UNO-Generalsekretär Guterres sagte: „Der Gazastreifen wird zu einem Friedhof für Kinder.“ Die Angriffe des israelischen Militärs träfen Krankenhäuser, Flüchtlingslager, Moscheen, Kirchen und UNO-Einrichtungen. Das Völkerrecht, das den Schutz von Zivilisten fordere, werde eindeutig verletzt. Keine Partei eines bewaffneten Konflikts stehe über dem Völkerrecht.
Nach den Raketenangriffen der Hisbollah am Vortag auf die größtenteils evakuierte Grenzstadt Kirjat Schmona forderte die Stadtverwaltung auch die restlichen rund 3.000 von ursprünglich 20.000 Bewohnern zum Verlassen des Orts auf.
Die israelische Polizei gab am Vormittag bekannt, dass zwei Angehörige der Grenzpolizei, ein Mann und eine Frau, durch eine Messerattacke am Herodestor in Jerusalem verletzt worden seien. Der Angreifer, ein 16-jähriger Palästinenser aus Ostjerusalem, sei erschossen worden. Die Beamtin erlag im Laufe des Tages ihren Verletzungen. Weiterhin gab die Polizei bekannt, dass am Vormittag vier bewaffnete Männer in Tulkarm im Westjordanland von Angehörigen der Spezialeinheit JAMAM getötet worden seien. Die bekannte palästinensische Aktivistin Ahed Tamimi wurde wegen des Vorwurfs, zu Gewalttaten aufzurufen und zu terroristischen Aktivitäten zu verleiten, durch israelisches Militär festgenommen. Israelischen Medienberichten zufolge soll Tamimi vor rund einer Woche auf Instagram zum Mord an israelischen Siedlern im besetzten Westjordanland aufgerufen haben. In einer Instagram-Story schrieb die Palästinenserin demnach: „Wir warten auf euch in allen Städten des Westjordanlands, von Hebron bis Dschenin – wir werden euch abschlachten und ihr werdet sagen, dass das, was Hitler euch angetan hat, ein Witz war, wir werden euer Blut trinken und eure Schädel essen, kommt schon, wir warten auf euch.“
Das Wall Street Journal berichtete, die USA wollten Israel „Spice Family Gliding Bomb Assemblies“, eine Art von präzisionsgelenkten Waffen, die von israelischen Jets abgefeuert werden, im Wert von 320 Millionen US-Dollar übergeben. Gemäß der Vereinbarung würde der Waffenhersteller Rafael USA die Bomben über seine israelische Muttergesellschaft Rafael Advanced Defense Systems an das israelische Verteidigungsministerium senden.
Human Rights Watch forderte am 6. November ein Waffenembargo gegen Israel und Hamas. „Länder, die Waffen liefern, riskieren Mitschuld an schweren Menschenrechtsverletzungen“, warnte die Organisation. Israels wichtigste Verbündete – die Vereinigten Staaten, Deutschland, Großbritannien und Kanada – sollten ihre „Militärhilfen und Waffenverkäufe an Israel aussetzen, solange die israelischen Streitkräfte ungestraft umfangreiche, schwerwiegende Menschenrechtsverletzungen begehen, die Kriegsverbrechen gegen die palästinensische Zivilbevölkerung gleichkommen. Die Regierung Irans und andere Regierungen sollten die Lieferung von Waffen an bewaffnete palästinensische Gruppen, einschließlich der Hamas und des Islamischen Dschihad, einstellen, solange diese systematisch Angriffe verüben, die Kriegsverbrechen gegen israelische Zivilist*innen darstellen.“
Südafrika beorderte seinen Botschafter aus Israel zurück und beschuldigte Israel des Völkermords in Gaza.

### 7. November
Nach Angaben der IDF nahmen israelische Bodentruppen der Nachal-Brigade einen militärischen Außenposten der Hamas im Zentrum von Gaza-Stadt ein und lokalisierten auf dem Gelände Raketen, andere Waffen und Geheimdienstmaterial. In der Nacht und den Morgenstunden seien zudem dutzende Terrorziele im Gazastreifen durch die Luftwaffe und die Marine getroffen worden, darunter eine Gruppe Hamas-Kämpfer in einem Gebäude in der Nähe des Al-Quds-Krankenhauses im Stadtteil Shejaiya in Gaza-Stadt. Dabei kam es nach IDF-Angaben zu „erheblichen Sekundärexplosionen“, vermutlich aufgrund des Vorhandenseins eines Waffendepots der Hamas.
Bei der Vorbereitung der Zerstörung des Hauses der Familie jenes 16-jährigen Palästinensers, der am Vortag eine Grenzpolizistin getötet und einen Grenzpolizisten verletzt hatte, kam es zu Zusammenstößen, bei denen nach palästinensischen Medienberichten im Dorf Sa’ir ein Palästinenser getötet wurde. Am Vormittag meldete die Polizei, dass eine Palästinenserin, eingehüllt in eine Hamas-Flagge und mit einem Messer bewaffnet, am Kontrollpunkt Qalandia bei Jerusalem angeschossen und verletzt worden sei, nachdem sie den Anweisungen der Sicherheitskräfte nicht Folge geleistet habe. Nach Angaben des Militärs nahmen israelische Sicherheitskräfte über Nacht im Westjordanland elf Mitglieder der Hamas fest. Dabei seien in Tulkarm versteckte Sprengstoffe und ein Waffenlager entdeckt worden.
Die WHO berichtete, mehr als 160 Mitarbeiter im Gesundheitswesen seien während ihres Einsatzes im Gazastreifen getötet worden. „Das sind die Menschen, die das Gesundheitssystem am Laufen halten“, sagte WHO-Sprecher Christian Lindmeier. Medizinische Hilfe müsse dringend in das Gebiet gelangen; Ärzte in Gaza seien jetzt teilweise dazu gezwungen, Operationen, selbst Kaiserschnitte und Amputationen, ohne Betäubung vorzunehmen. Die WHO sieht laut Sprecher Christian Lindmeier keinen Grund, die vom Gesundheitsministerium in Gaza veröffentlichten Zahlen für Verwundete, Tote und Kranke grundlegend anzuzweifeln.
Das Komitee zum Schutz von Journalisten meldete, bis zum 6. November seien 37 Journalisten und Medienmitarbeiter in den besetzten palästinensischen Gebieten ums Leben gekommen. Dies sei der tödlichste Zeitraum für Journalisten, die über den Konflikt berichten, seit das Komitee 1992 mit der Aufzeichnung der Zahlen begann. „Es gibt keinen wirklichen Präzedenzfall dafür“, sagte Arlene Getz, die Redaktionsleiterin des Komitees.
Der Ministerpräsident Netanjahu wandte sich im Kirya-Militärhauptquartier in Tel Aviv an die Nation und teilte mit, dass es ohne die Freilassung der Geiseln keinen Waffenstillstand geben werde und dass die Militär- und Regierungsfähigkeiten der Hamas zerstört würden. Gleichzeitig warnte er die Hisbollah vor der Eröffnung einer neuen Front im Norden Israels. Die IDF teilten mit, bislang mehr als 14.000 Ziele im Gazastreifen angegriffen und mehr als 100 Tunneleingänge zerstört zu haben.

### 8. November
Nach Armeeangaben gelang der 252. IDF-Reservedivision die Einnahme des Gebietes Beit Hanun im Norden des Gazastreifens, zudem habe sie sich an den Kämpfen um Dschabaliya beteiligt. Nach IDF-Angaben sei es das erste Mal seit dem Libanonkrieg 1982, dass eine IDF-Reservedivision geschlossen außerhalb israelischen Territoriums operiere. Nach Angaben der IDF haben Truppen seit Beginn der Bodenoperation etwa 130 Tunnelschächte im Gazastreifen lokalisieren und zerstören können. Muhsin Abu Zina, laut Armeeangaben einer der Führungspersönlichkeiten im Waffenproduktionsapparat der Hamas, wurde bei einem Luftangriff getötet.
Die israelischen Behörden haben eine 47-minütige Zusammenstellung einiger der Gräueltaten des Angriffs der Hamas am 7. Oktober auf Südisrael unter anderem der Redaktion der New York Times, Mitarbeitern des Weißen Hauses, sowie den Leitern westlicher Geheimdienste, darunter CIA und MI5, vorgeführt. Der Zusammenschnitt, der größtenteils aus Bodycam-Aufnahmen getöteter Terroristen besteht, wird als Teil der israelischen Öffentlichkeitsarbeit verwendet.
Nach UN-Angaben habe die Zahl der aus der Kampfzone im nördlichen Gazastreifen flüchtenden palästinensischen Zivilisten stark zugenommen. Laut UN-Büro für die Koordinierung humanitärer Angelegenheiten flohen am 7. November etwa 15.000 Menschen, verglichen mit 7.000 am 5. November, während eines vom israelischen Militär täglich festgelegten Zeitfensters über die Hauptstraße Salah al-Din in den Süden des Gazastreifens. Bei den meisten Flüchtenden handelte es sich nach Angaben der UN-Agentur um Kinder, ältere Menschen und Menschen mit Behinderungen. Am 8. November flüchteten nach IDF-Angaben rund 50.000 Menschen in den Süden.
Nach Angaben der israelischen Streitkräfte haben Truppen bei nächtlichen Razzien im gesamten Westjordanland 37 gesuchte Palästinenser, darunter zehn Hamas-Mitglieder, festgenommen, wodurch sich die Anzahl der Festnahmen im gesamten Westjordanland seit dem 7. Oktober auf rund 1.430 erhöht habe. Nach Angaben des Gesundheitsministeriums der Palästinensischen Autonomiebehörde wurden seit dem 7. Oktober mindestens 155 Palästinenser im Westjordanland von israelischen Streitkräften und in einigen Fällen von Siedlern getötet.
Der Hohe Kommissar der Vereinten Nationen für Menschenrechte, Volker Türk, warf Hamas und Israel Kriegsverbrechen vor. „Die Gräueltaten, die von bewaffneten palästinensischen Gruppen am 7. Oktober begangen wurden, waren abscheulich, das waren Kriegsverbrechen, genauso wie die andauernde Geiselnahme. Die kollektive Bestrafung Israels von palästinensischen Zivilisten ist auch ein Kriegsverbrechen, genauso wie die rechtswidrige gewaltsame Evakuierung von Zivilisten.“ Auch UN-Generalsekretär António Guterres erneuerte seine Kritik an Israel. Hamas begehe zwar Verstöße wie die Verwendung von Menschen als Schutzschilde, aber „wenn man sich die Zahl der Zivilisten ansieht, die bei den Militäreinsätzen getötet wurden, dann läuft etwas offensichtlich falsch.“
Die Tagesschau berichtete, das Bundeswirtschaftsministerium habe verlauten lassen, dass die deutsche Bundesregierung eine Verzehnfachung der Rüstungsexporte nach Israel erlaubt habe; die Ausfuhr von Rüstungsgütern nach Israel werde prioritär bearbeitet und beschieden. Exporte im Wert von rund 32 Millionen Euro seien demnach auf knapp 303 Millionen Euro im Jahr 2023 gestiegen. Der größte Teil davon sei nach Kriegsbeginn bewilligt worden.
Belgiens Vize-Ministerpräsidentin Petra De Sutter forderte Sanktionen gegen Israel und eine Untersuchung der Bombardierung von Krankenhäusern und Flüchtlingslagern in Gaza. „Es ist Zeit für Sanktionen gegen Israel. Der Bombenregen ist unmenschlich.“

### 9. November
Nach Angaben der IDF haben Truppen der Nachal-Brigade nach zehnstündigen Kämpfen eine Hochburg der Hamas und des Islamischen Dschihad in Palästina, bekannt als Außenposten 17, im Westen von Dschabaliya erobert. Dabei seien dutzende Terroristen getötet, sowohl oberirdisch als auch in Tunneln, sowie zahlreiche Waffen gefunden und Tunnelschächte freigelegt worden. Zudem seien im Stadtteil Sheikh Radwan in Gaza-Stadt eine Drohnenproduktionsanlage und ein Waffendepot der Hamas eingenommen worden. Der Hamas-Kommandant für Einsätze mit Panzerabwehrlenkwaffen im zentralen Gazastreifen, Ibrahim Abu-Maghsib, wurde bei einem Luftangriff getötet.
US-Streitkräfte flogen einen Luftangriff auf ein Waffenlager der Iranischen Revolutionsgarde in Syrien, nachdem nach Angaben des US-Verteidigungsministeriums proiranische Milizen mindestens 40 mal US-Militärstützpunkte in Syrien und Irak mit Drohnen und Raketen angegriffen hatten. US-Verteidigungsminister Lloyd Austin teilte mit, US-Präsident Biden habe den Luftangriff angeordnet, um deutlich zu machen, dass die USA sich selbst, ihr Personal und ihre Interessen verteidigten.
Auch im Westjordanland gingen die Auseinandersetzungen weiter. In der Nacht wurden zwei Israelis bei einem Schusswaffenangriff auf ein Auto verletzt. Die Autonomiebehörde teilte am Nachmittag mit, in Dschenin seien 9 Palästinenser getötet und weitere 13 verletzt worden. Israelische Sicherheitskräfte hätten demnach bewaffnete Einwohner mit einer Drohne attackiert; auch sei eine Mitarbeiterin des roten Halbmonds angeschossen worden.
Israel führte im Norden des Gazastreifens täglich vierstündige Feuerpausen ein. Sie sollten drei Stunden im Voraus angekündigt werden und den verbliebenen Zivilisten die Möglichkeit zur Flucht geben.

### 10. November
Gegen Morgen meldete die Hamas gegenüber Al-Jazeera drei israelische Angriffe auf Krankenhäuser, darunter auf das Al-Shifa-Krankenhaus. Im Laufe des Tages soll es hier zu 13 Toten gekommen sein, am Nachmittag laut libanesischer Regierung zudem auf ein Krankenhaus im Libanon. Offiziellen Angaben zufolge schlugen in den frühen Morgenstunden Raketen im Hof des größten Krankenhauses von Gaza, Al-Shifa, ein, beschädigten das Indonesische Krankenhaus und setzten das Nasser Rantissi Kinderkrebskrankenhaus in Brand. Ein Sprecher des Gesundheitsministeriums in Gaza sagte, Israel habe die Gebäude des Shifa-Krankenhauses fünfmal bombardiert: „Ein Palästinenser wurde bei dem Angriff am frühen Morgen getötet und mehrere wurden verwundet.“
Laut WHO sind 20 der 36 Krankenhäuser im Gazastreifen zerstört worden, die übrigen arbeiteten nur noch im Notbetrieb. Bei einem Angriff auf die al-Buraq-Schule, die nach Angaben des Gesundheitsministeriums in Gaza als Zufluchtsstätte für Menschen gedient hat, deren Häuser zerstört worden waren, sollen mindestens 20 Menschen getötet worden sein. In das Al-Schifa-Krankenhaus in der Stadt Gaza sind nach Angaben seines Direktors nach dem Beschuss der al-Buraq-Schule etwa 50 Tote gebracht worden. Der Direktor des Al-Nasr-Krankenhauses und Al-Rantisi-Kinderkrankenhauses sagte, das Krankenhaus sei komplett von Panzern umzingelt, andere Gesundheitseinrichtungen kämen unter Beschuss. Das israelische Militär äußerte sich nicht zu den Angriffen, beschuldigte aber die Hamas, sich hinter ziviler Infrastruktur zu verstecken.
Der UN-Hochkommissar für Menschenrechte, Volker Türk, forderte von Israel sofortige Maßnahmen zum Schutz der Palästinenser im Westjordanland. Nach israelischen Angaben sind erneut Zehntausende Menschen aus dem umkämpften Norden des Gazastreifens in den Süden geflüchtet. Das UN-Nothilfebüro OCHA warnte vor Ratten- und Insektenplagen im Gazastreifen, weil sich in den Straßen Müllberge türmten. Die stellvertretende Landesdirektorin des Welternährungsprogramms der UN in den Palästinensischen Gebieten beschrieb die Lage in Gaza als „humanitäre Katastrophe“.
Israel öffnete nach Angaben seines Militärs einen zweiten humanitären Korridor, über den Palästinenser aus dem nördlichen Gazastreifen in Richtung Süden fliehen können, die Küstenstraße „Raschid“ sei als Fluchtroute freigegeben worden. Zudem verkündete ein Sprecher der IDF eine Ausweitung des Zeitraums, in dem Zivilisten sicher über die freigegebenen Routen aus dem nördlichen Teil des abgeriegelten Küstengebiets fliehen könnten. Dies sei zwischen 9 und 16 Uhr möglich.
Hatte der Ministerpräsident Netanjahu noch kurz zuvor erklärt, den Gazastreifen nach Kriegsende nicht besetzen zu wollen, erklärte er am 10. November, dass die israelische Armee auch nach Kriegsende die Kontrolle im Gazastreifen haben solle, man wolle diesen nicht internationalen Kräften überlassen. Die deutsche Außenministerin Annalena Baerbock appellierte an die arabischen Golfstaaten, an einer gemeinsamen Initiative für eine Zweistaatenlösung zu arbeiten. Der iranische Außenminister Hossein Amir-Abdollahian warnte vor einer Ausweitung des Nahost-Krieges. Dies sei wegen der zunehmenden „Intensität des Krieges gegen die Zivilbevölkerung in Gaza“ unvermeidlich geworden. US-Präsident Biden sprach sich für die Lieferung von deutlich mehr Hilfsgütern in den Gazastreifen aus. US-Außenminister Antony Blinken kritisierte in einer seiner bis dato direktesten Äußerungen die steigende Zahl der Todesopfer im Gazastreifen: „Es wurden viel zu viele Palästinenser getötet.“ CNN konstatierte, Blinkens Verlautbarungen rückten allmählich von seiner vorherigen ausdrücklichen Unterstützung Israels ab. US-Diplomaten im Nahen Osten warnten das Weiße Haus in privaten Mitteilungen, die starke Unterstützung der israelischen Militäroffensive würde „uns eine Generation der arabischen Öffentlichkeit kosten“, wie aus einer an CNN durchgesickerten Mitteilung hervorging. Erstmals kritisierte der saudische Regierungschef, Mohammed bin Salman, das Vorgehen Israels im Krieg, und forderte ein Ende der Gewalt.
Die IDF gaben an, seit Kriegsbeginn am 7. Oktober etwa 15.000 Ziele von Terrorgruppen im Gazastreifen angegriffen und dabei rund 6.000 Waffen beschlagnahmt oder zerstört zu haben und dass Boden-, Luft- und Seestreitkräfte weiterhin Hamas-Ziele im gesamten Gazastreifen angriffen, darunter Kommandozentralen, Raketenwerfer, Waffendepots, Tunnel und andere von der Terrorgruppe genutzte Infrastruktur. Allein am Vortag hätten Truppen der 7. Panzerbrigade einen Hamas-Außenposten und ein Trainingslager im nördlichen Gazastreifen eingenommen und dabei rund 30 Terroristen getötet. Das Raketenabwehrsystem Arrow 3 sei erstmals erfolgreich gegen anfliegende feindliche Raketen eingesetzt worden, zuvor hatten die schiitischen Huthi-Rebellen im Jemen mitgeteilt, Israel mit Raketen angegriffen zu haben. Als Reaktion auf einen Drohnenangriff auf ein Schulgebäude in der südisraelischen Stadt Eilat griff die israelische Armee eigenen Angaben zufolge ein Ziel in Syrien an. Bei erneutem Grenzbeschuss wurden 5 israelische Soldaten verletzt, bei Angriffen der IDF als Reaktion auf den Beschuss mit einer Panzerabwehrrakete starben 7 Hisbollah-Kämpfer. Am Abend gaben die IDF bekannt, im Laufe des Tages mehrere Außenposten der Hamas im Gebiet des Flüchtlingslagers asch-Schati eingenommen und dabei rund 150 Hamas-Mitglieder getötet zu haben.
Nach Angaben der IDF haben Truppen bei nächtlichen Razzien im gesamten Westjordanland 41 gesuchte Palästinenser, darunter 14 Hamas-Mitglieder, festgenommen, womit sich die Anzahl der seit dem 7. Oktober im Westjordanland festgenommenen Palästinenser auf 1540 erhöht habe. Die palästinensische Verwaltung meldete später einen durch israelische Soldaten getöteten 17-jährigen Palästinenser.
Ein Sprecher des israelischen Außenministeriums erklärte, dass die Zahl der Todesopfer des Hamas-Angriffs auf südisraelische Gemeinden am 7. Oktober auf rund 1200 gesenkt worden sei, während die Regierung zuvor von 1400 ausgegangen war. Die Zahl sei eine Schätzung und nicht endgültig, sie könne sich ändern, wenn alle Opfer identifiziert worden seien.
Die arabische Minderheit in Israel, die 21 Prozent der Bevölkerung ausmacht, fühlte sich laut dem Ergebnis einer Umfrage des Israel Democracy Institute (IDI) in Kriegszeiten solidarischer mit dem Land. Auf die Frage, ob sie sich Israel zugehörig fühlten, antworteten 70 Prozent der Befragten mit „Ja“, dies sei der höchste Wert seit Beginn der Erhebungen vor 20 Jahren.
Nach Berichten über eine frühzeitige Information freier Journalisten im Zusammenhang mit dem Terrorangriff der Hamas auf Israel drang der Deutsche Journalisten-Verband (DJV) auf Aufklärung. Der DJV-Bundesvorsitzende Mika Beuster sprach in Berlin von „unglaublichen Vorwürfen von immenser Tragweite“. Journalisten seien unabhängige Berichterstatter und nicht Kriegsteilnehmer, betonte er und fügte hinzu: „Um der Glaubwürdigkeit des Journalismus willen hoffe ich inständig, dass an den Vorwürfen nichts dran ist.“ Die „Bild“-Zeitung hatte unter Berufung auf die NGO “Honest Reporting” berichtet, dass mehrere freie Bildjournalisten, die unter anderem für CNN, AP und Reuters arbeiteten, bei dem Hamas-Überfall vom 7. Oktober verdächtig schnell zur Stelle gewesen seien und Gräueltaten fotografiert hätten; entsprechende Vorwürfe kamen auch von Israel. Der DJV forderte Aufklärung von den großen internationalen Nachrichten- und Bildagenturen und sieht dabei die Auftraggeber der Freelancer genauso in der Pflicht wie die Fotografen selbst.

### 11. November
Die IDF gaben am Vormittag an, seit Beginn der Bodenoperation elf Hamas-Außenposten im nördlichen Gazastreifen erobert zu haben. Auch über Nacht seien weitere Angriffe gegen Gebäude, Waffendepots und Tunneleingänge erfolgt, unter anderem sei es zu Kämpfen in der Nähe des al-Schifa-Krankenhauses gekommen, unter dem die IDF eine wichtige Kommandozentrale der Hamas-Terrorgruppe vermuten. Gegen Mittag erklärten die IDF, bei ihrem Luftangriff auf die al-Buraq-Schule in der Nacht vom 9. zum 10. November in Gaza-Stadt einen Hamas-Kommandeur und mehrere seiner Gefolgsleute getötet zu haben. Diese hätten etwa 1000 Palästinenser daran gehindert, das Gelände des al-Rantisi-Krankenhauses zu verlassen, um sie als menschliche Schutzschilde zu missbrauchen.
Israels Ministerpräsident Netanyahu sagte, die Armee habe bereits Tausende Terroristen getötet, darunter auch „Kommandeure, die das schreckliche Massaker am 7. Oktober angeführt haben.“ Es werde keine Waffenruhe ohne Rückführung der Geiseln geben, bekräftigte er. Wie bereits zuvor das israelische Militär berichtete er, die Hamas hätte die Kontrolle über den nördlichen Teil des Gazastreifens verloren.
Libanesische Medien berichteten, dass südlich von Sidon im Libanon, rund 40 km von der israelischen Grenze entfernt, ein Fahrzeug durch eine IDF-Drohne zerstört worden sei. Die IDF bestätigten den Angriff auf einen nicht näher genannten Ort im Libanon, von dem aus Flugabwehrraketen auf israelische Drohnen über der israelisch-libanesischen Grenze abgefeuert worden seien.
Der französische Präsident Emmanuel Macron forderte in einem Interview mit dem britischen Fernsehsender BBC Israel auf, das Töten von Frauen und Babys in Gaza einzustellen. Am Tag nach einer Konferenz für Humanitäre Hilfe in Paris über den Krieg in Gaza sagte er, die „klare Schlussfolgerung“ aller Regierungen und Organisationen, die an diesem Gipfel teilnahmen, sei, „dass es keine andere Lösung gibt als zunächst eine humanitäre Pause, die zu einem Waffenstillstand führt, der es [uns] erlaubt, alle Zivilisten zu schützen, die nichts mit Terroristen zu tun haben.“ Es gebe „keine Rechtfertigung“ für die Bombardierung: „Ich möchte alle an das Völkerrecht erinnern, ich fordere eine Waffenruhe.“ Bundesaußenministerin Annalena Baerbock sagte hingegen in den Vereinigten Arabischen Emiraten, Israel werde täglich weiter mit Raketenangriffen bedroht. Wer einen „allgemeinen Waffenstillstand“ fordere, müsse dann auch sagen, was das für die Stärke der Hamas, für das Schicksal der über 200 Geiseln und für die Sicherheit Israels bedeute.
Etwa 300.000 pro-palästinensische Demonstranten marschierten laut Polizeiangaben in London – die größte Kundgebung seit Beginn des Krieges. Die Organisatoren der Demonstration schätzten die Zahl der Teilnehmer auf eher 800.000 und sagten, es sei einer der größten Märsche in der Geschichte Großbritanniens gewesen.
Die deutsche Außenministerin traf sich mit dem Ministerpräsidenten der Autonomiebehörde, Mohammed Schtajjeh, in Ramallah sowie mit dem israelischen Außenminister Eli Cohen in Tel Aviv. Dieser setzte sich dabei für eine internationale Front im Kampf um die Freilassung von 239 Geiseln ein, die im Gazastreifen festgehalten werden, wie er nach dem Gespräch mitteilte. Er habe Baerbock zu einem Treffen von Außenministern der Länder eingeladen, deren Bürger von der islamistischen Terrororganisation Hamas festgehalten werden.
Auf einem Sondergipfel der Arabischen Liga und der 57 Staaten umfassenden Organisation für Islamische Zusammenarbeit (OIC) in Riad forderten die Staatschefs arabischer und muslimischer Länder eine UN-Resolution zum Stopp der israelischen Angriffe auf den Gazastreifen, gefolgt von einer internationalen Friedenskonferenz und einer internationalen Untersuchung der von Israel begangenen „Kriegsverbrechen und Verbrechen gegen die Menschlichkeit“. Die Gipfelteilnehmer, die auch einen Stopp der Waffenlieferungen an Israel und die Freilassung aller „Gefangenen, Inhaftierten und Zivilisten“ forderten, warfen anderen Nationen „Doppelmoral bei der Anwendung des Völkerrechts“ vor. Israels Vorgehen in Gaza könne nicht als Selbstverteidigung „oder unter irgendeinem Vorwand gerechtfertigt“ werden, betonten sie in ihrer Abschlusserklärung.
Die Hilfsorganisation Roter Halbmond meldete israelische Panzer im Stadtzentrum von Gaza, davon einige in nur 20 Meter Entfernung vom Al-Kuds-Krankenhaus. Es gebe heftige Schusswechsel in dem Gebiet. Weiter teilte die Organisation mit, von ihren 18 Krankenwagen seien aus Mangel an Treibstoff nur noch sieben fahrbereit. Die israelische Armee kündigte an, sie wolle bei der Evakuierung von Babys aus dem Al-Shifa-Krankenhaus Hilfe leisten.

### 12. November
In Frankreich gingen in verschiedenen Städten mehr als 180.000 Menschen gegen Antisemitismus auf die Straßen, davon mehr als 100.000 in Paris. Hintergrund war, dass es seit dem Terrorangriff der Hamas mehr als 1250 antisemitische Übergriffe gegeben hatte, dreimal so viele wie im gesamten Jahr 2022.
Die WHO vermeldete den Betriebszusammenbruch des Al-Schifa-Krankenhauses. Die Zahl der Todesfälle unter den Patienten sei in der Folge erheblich gestiegen. Der Palästinensische Rote Halbmond teilte mit, dass auch das Al-Kuds-Krankenhaus in Gaza-Stadt wegen des Mangels an Treibstoff für die Generatoren außer Betrieb sei. Zwanzig der 36 Krankenhäuser im Gazastreifen waren nach UNO-Angaben „nicht mehr funktionsfähig“. Muhammed Zaqout, Direktor der Krankenhäuser in Gaza, sagte, dass das Gesundheitsministerium seit Freitag nicht mehr in der Lage sei, die Zahl der Todesopfer zu aktualisieren, da Sanitäter die von den israelischen Bombardierungen betroffenen Gebiete nicht mehr erreichen könnten.
In und um Gaza-Stadt dauerten die heftigen Kämpfe zwischen Truppen der IDF und Terroristen weiter an, während sich das Militär dem Al-Schifa-Krankenhaus näherte, unter welchem sich nach IDF-Angaben die Hauptkommandozentrale der Hamas befinden soll. Darüber hinaus gab Israel an, dass die Hamas über Vorräte wie Treibstoff verfüge, diese jedoch der zunehmend verzweifelten Zivilbevölkerung vorenthalte. Die Europäische Union verurteilte die Hamas dafür, dass sie in Gaza Krankenhäuser und Zivilisten als menschliche Schutzschilde nutze und forderte Israel gleichzeitig zu maximaler Zurückhaltung auf, um Zivilisten zu schützen. Am Nachmittag meldeten die IDF die Einnahme des Gebietes al-Karameh, zwischen Beit Hanun und Dschabaliya im nördlichen Gazastreifen.
Um den sicheren Abzug von Zivilisten zu ermöglichen, öffneten die IDF die in den Süden führende Saladin-Straße für sieben Stunden und legten eine vierstündige taktische Kampfpause in Dschabaliya und dem Viertel Izbat Malien ein. Zudem kam es zur Öffnung eines sicheren Weges vom Schifa-Krankenhaus über die Al-Wehda-Straße zur Saladin-Straße.
Die Vereinigten Staaten warnten die israelische Führung unter Ministerpräsident Netanjahu davor, medizinische Einrichtungen zu attackieren und sprachen sich gegen Feuergefechte in Krankenhäusern im Gazastreifen aus. Der Nationale Sicherheitsberater von US-Präsident Biden, Jake Sullivan, sagte: „Die Vereinigten Staaten wollen keine Feuergefechte in Krankenhäusern sehen, bei denen unschuldige Menschen, Patienten, die medizinische Versorgung erhalten, ins Kreuzfeuer geraten. Und wir haben diesbezüglich aktive Konsultationen mit den israelischen Streitkräften geführt.“

### 13. November
Die IDF gaben bekannt, seit Beginn der Bodenoffensive 4300 Angriffe auf Ziele im Gazastreifen durchgeführt zu haben. Dabei seien unter anderem mehr als 300 Tunnelanlagen getroffen worden. Die IDF gaben an, dass Truppen der 188. Panzerbrigade vom Gelände des Al-Quds-Krankenhauses aus mit Handfeuerwaffen und RPG-Panzerabwehrwaffen beschossen worden seien und veröffentlichten Aufnahmen der Szenen. Einige der Terroristen hätten sich im Eingangsbereich aufgehalten und sich im Laufe des Angriffs in das Krankenhaus zurückgezogen. Nach IDF-Angaben sind in den folgenden Kämpfen 21 Bewaffnete getötet worden.

### 14. November
Israel gab am Nachmittag bekannt, mehrere Standorte der Hamas-Regierung in Gaza-Stadt erobert zu haben. Darunter zählten das Parlamentsgebäude der Hamas, wovon Fotos bereits am Vortag veröffentlicht wurden, sowie das Hauptquartier der Hamas-Militärpolizei im Gazastreifen, was ebenfalls durch ein undatiertes Foto belegt wurde. Zudem wurden laut IDF das sogenannte „Gouverneurshaus“ in Gaza-Stadt eingenommen, in dem sich Büros der paramilitärischen Qassam-Brigaden, der Polizei, des Geheimdienstes sowie andere Behörden der Terrororganisation befanden. Mit der Eroberung des Regierungsviertel der Hamas in Gaza-Stadt wurde der Terrororganisation die administrative Kontrolle über den Gazastreifen entzogen. Die IDF gaben außerdem die Einnahme eines Fakultätsgebäudes für Ingenieurwissenschaften der Islamische Universität Gaza bekannt, welches der Hamas nach Angaben des Militärs „als Institut für die Produktion und Entwicklung von Waffen“ gedient hat.
Der Kommandant der 162. IDF-Division meldete die vollständige Einnahme des als Terrorhochburg bezeichneten Flüchtlingslagers asch-Schati, wobei man über 160 Tunnelschächte zerstört, rund 2800 Hamas-Standorte angegriffen und rund 1000 Terroristen getötet habe. Das Ausmaß des Raketenbeschusses auf Israel aus dem Norden sei um etwa 80 Prozent zurückgegangen.
Das israelische Militär bestätigte den Tod einer Soldatin. Die 19-jährige Noa Marciano diente bei den Grenzstreitkräften und war eine der 239 Geiseln. Die Hamas hatte am Vortag das Video einer israelischen Soldatin veröffentlicht und anschließend ihre Leiche gezeigt.
Der „Marsch nach Jerusalem“ startete in Tel Aviv. Zu der Demonstration rief das Forum der Familien der Geiseln und Vermissten auf, das nach dem Großangriff der Hamas am 7. Oktober auf Israel gegründet worden war, um die öffentliche Aufmerksamkeit für damals rund 240 in den Gazastreifen Verschleppten wach zu halten. Sie forderten die Regierung solle sich für Freilassung der Geiseln einsetzen.
Israels rechtsextremer Finanzminister Bezalel Smotrich forderte das Auswandern der Bevölkerung im Gazastreifen auf freiwilliger Basis.
Die New York Times veröffentlichte eine Recherche ihres „Visual Investigations“-Teams, der zufolge mehrere am 10. November im Schifa-Krankenhaus und dessen Innenhof eingegangene Treffer auf israelischen Beschuss zurückzuführen sein könnten.
Israelische Soldaten fanden nach Darstellung der IDF zahlreiche Waffen im Keller des Rantisi-Kinderkrankenhauses in der Stadt Gaza. Es gebe auch Anzeichen dafür, dass im Keller Geiseln festgehalten worden sein könnten, sagte der israelische Armeesprecher Daniel Hagari.
Die US-Regierung stützte nach eigenen geheimdienstlichen Informationen die Darstellung des israelischen Militärs, wonach Hamas und Islamischer Dschihad Krankenhäuser im Gazastreifen, darunter die Al-Shifa-Klinik, für ihre Militäraktionen nutzen. Laut dem nationalen Sicherheitsrat im Weißen Haus wird Al-Shifa als Kommandozentrum und „wahrscheinlich auch als Waffenlager“ genutzt; das sei ein „Kriegsverbrechen“. Unter den Kliniken gebe es auch Tunnel, um Militäroperationen zu verbergen und Geiseln gefangen zu halten. Auf dem Gelände des Shifa-Krankenhauses befanden sich nach UNO-Angaben mindestens 2300 Patienten, Angestellte und Flüchtlinge. Das US-Außenministerium warb für eine sichere Evakuierung von Krankenhäusern in Gaza. Fraglich sei, ob die Hamas die Patienten ziehen lasse oder weiter als „menschliche Schutzschilde“ einsetzen werde.

### 15. November
Bei ihrer Erstürmung des Al-Schifa-Krankenhauses in Gaza-Stadt fand die IDF nach eigenen Angaben Waffen, Militärtechnologie sowie ein Einsatzzentrum der Hamas und nachrichtendienstlich relevante Informationen. Die Angaben wurden zunächst nicht unabhängig überprüft. Die IDF forderte die Menschen auch im südlichen Gazastreifens zur Flucht auf, im östlichen Teil der Stadt Chan Yunis wurden entsprechende Flugblätter in arabischer Sprache abgeworfen.
Der Sicherheitsrat der Vereinten Nationen verabschiedete erstmals seit Beginn des Konflikts eine völkerrechtlich bindende Resolution, nachdem dies mehrmals zuvor wegen fehlender Mehrheit oder Veto eines der ständigen Mitglieder nicht gelungen war. Der von Malta eingebrachte Resolutionsentwurf forderte „dringende und ausgedehnte humanitäre Pausen und Korridore im gesamten Gazastreifen für eine ausreichende Anzahl von Tagen“ zur Sicherstellung humanitärer Hilfe. Von einem Waffenstillstand war nicht die Rede. Die Konfliktparteien wurden demnach angehalten, das Völkerrecht zu respektieren, und an die Einhaltung der Genfer Konvention von 1949 sowie der Zusatzprotokolle von 1977 erinnert. Eine „Zwangsumsiedlung der Zivilbevölkerung“ wurde abgelehnt. Den Menschen im Gazastreifen dürften lebensnotwendige Dienste nicht vorenthalten werden. Die Hamas und andere Gruppen wurden aufgefordert, sofort und bedingungslos die Geiseln freizulassen. Zwölf Mitglieder des Sicherheitsrates stimmten für die Resolution 2712 (2023), Gegenstimmen gab es keine; Russland, die USA und das Vereinigte Königreich enthielten sich. Israel lehnte längere humanitäre Feuerpausen ab, solange Geiseln in der Gewalt der Hamas sind.
Das Parlamentsgebäude in Gaza-Stadt wurde nach seiner Eroberung von Bodentruppen der IDF in die Luft gesprengt.

### 16. November
Am Morgen kam es an einem Kontrollpunkt südlich von Jerusalem im Westjordanland zu einer Schießerei, wobei nach israelischen Angaben ein israelischer Militärpolizist und drei Angreifer getötet wurden. Fünf weitere seien verletzt worden. Der militärische Flügel der Hamas bekannte sich zu dem Anschlag. Im Auto der Täter wurden später Schusswaffen, Äxte, Uniformen und Munition gefunden. In der Reaktion auf das Ereignis erklärte Itamar Ben Gvir, der rechtsextreme Minister für die Nationale Sicherheit in Israel, dass die Hamas im Westjordanland die gleiche Behandlung erhalten sollte wie die Hamas in Gaza und die Palästinensische Autonomiebehörde ebenfalls, da diese die gleichen Ansichten wie die Hamas habe und ihre Köpfe sich mit dem Massaker identifiziert hätten.
Die IDF gaben bekannt, das Haupthafengebiet von Gaza eingenommen und dabei zehn Tunnelschächte zerstört zu haben. Verteidigungsminister Joaw Galant teilte mit, dass die israelischen Streitkräfte „bedeutende Erkenntnisse“ im al-Schifa-Krankenhaus erlangt hätten und dass die Eroberung und Säuberung des westlichen Teils von Gaza-Stadt abgeschlossen sei. In Gebäuden in der Nähe des al-Schifa-Krankenhaus seien die Leichen der israelischen Geiseln Yehudit Weiss und Noa Marciano geborgen worden, welche am 7. Oktober aus dem Kibbuz Be’eri bzw. dem IDF-Stützpunkt Nahal Oz entführt worden seien.
Das Welternährungsprogramm der Vereinten Nationen (WFP) erklärte, das seit Beginn des Konfliktes nur 10 Prozent der für die Bevölkerung benötigten Lebensmittel in den Gazastreifen gelangt seien, wodurch der Gazastreifen sich mit einer massiven Nahrungsmittellücke und weitverbreitetem Hunger konfrontiert sehe. Die in den Gazastreifen gelangten Nahrungsmittel reichten nur aus, um 7 Prozent des täglichen Mindestbedarfs an Kalorien zu decken. Durch den Mangel an Treibstoff seien zudem die Lebensmittelversorgungsketten zusammengebrochen. Angesichts des nahenden Winters, der unsicheren und überfüllten Unterkünfte und des Mangels an sauberem Wasser drohe der Zivilbevölkerung unmittelbar der Hungertod.

### 17. November
Über Nacht führten Truppen der Kfir-Brigade der IDF in Dschenin und dem angrenzenden Flüchtlingslager im Westjordanland eine Razzia durch, bei der nach IDF-Angaben mindestens fünf bewaffnete Palästinenser getötet und sieben gesuchte Palästinenser festgenommen worden seien. In der Nähe von Hebron sind zudem nach Angaben der IDF zwei Palästinenser getötet worden, die aus einem Fahrzeug heraus das Feuer auf israelische Soldaten eröffnet hätten.
Die IDF gaben zudem bekannt, dass Truppen der Bislamach-, Golani-, Givʿati- und Nachal-Brigade, unterstützt durch die Luftwaffe, die Spezialeinheit Jahalom, die Fallschirmjäger-Brigade sowie die 7. und die 460. Panzerbrigade, zahlreiche Standorte der Hamas und des Islamischen Dschihad im nördlichen Gazastreifen angegriffen hätten. Bei der Einnahme und späteren Zerstörung eines Außenpostens des Islamischen Dschihad hätten mehrere in der Islamischen Republik Iran produzierte Fadschr-3-Raketen sichergestellt sowie einige davon zu Forschungszwecken nach Israel gebracht werden können. Palästinensischen Berichten zufolge ist bei den Kämpfen der Hamas-Führer Ahmad Bahar, Vizepräsident des Palästinensischen Legislativrates, getötet worden.
Der abschließende Polizeibericht zum Massaker von Reʿim erhöhte die Opferzahl auf 364.

### 18. November
Das palästinensische Telekommunikationsunternehmen Paltel teilte mit, dass Telefon- und Internetdienste im gesamten Gazastreifen teilweise wieder funktionierten, nachdem Israel am Vortag erstmals seit Beginn des Krieges eine Treibstofflieferung nach Gaza durchgeführt hatte, um den Bedarf der UN sowie der Wasser- und Abwassersysteme zu decken. Der Vorsitzende des Nationalen Sicherheitsrates Zachi Ha-Negbi hatte mitgeteilt, dass das Kriegskabinett einem Sonderantrag der USA zugestimmt habe, jeden Tag zwei Tankwagen mit rund 60.000 Litern Treibstoff in den südlichen Gazastreifen zu lassen, um unter anderem das Abwasserbehandlungssystem des Gazastreifens zu betreiben, das kurz vor dem Zusammenbruch stehe, was eine massenhafte Ausbreitung von Krankheiten zur Folge haben könnte.
Die IDF und der israelische Inlandsgeheimdienst Schin Bet gaben in einer gemeinsamen Erklärung bekannt, dass israelische Truppen mit Luftunterstützung ein Terrorziel im Flüchtlingslager Balata bei Nablus im Westjordanland angegriffen hätten, wobei fünf Palästinenser getötet worden seien, darunter vier Mitglieder der al-Aqsa-Märtyrerbrigaden. Sie hätten unmittelbar bevorstehende Angriffe auf israelische Zivilisten und Truppen geplant. Nach Angaben des Palästinensischen Roten Halbmonds hat der Angriff das Fatah-Hauptquartier im Flüchtlingslager getroffen.
Nach Angaben der IDF wurden die Operationen im nördlichen Gazastreifen ausgeweitet; die 36. IDF-Division gehe im Stadtteil Zeitoun in Gaza-Stadt gegen das gleichnamige Zeitoun-Bataillon der Hamas vor, während die 162. IDF-Division eine Offensive gegen das Kommando- und Kontrollzentrum der nördlichen Gaza-Brigade der Hamas in Dschabaliya durchführe.
Bei einem Angriff auf eine von den Vereinten Nationen betriebene Schule in Dschabaliya seien mindestens 50 Menschen und bei einem Angriff auf ein anderes Gebäude 32 Mitglieder einer Familie, darunter 19 Kinder getötet worden, erklärten Funktionäre des von der Hamas geführten Gesundheitsministeriums gegenüber AFP. Die BBC berichtete, ihren Factcheckern lägen geolokalisierte Aufnahmen der al-Fakhoura-Schule in Dschabaliya vor, auf denen über 20 Menschen – darunter Frauen und Kinder – mit schweren Verletzungen oder regungslos auf dem Boden liegend in verschiedenen Teilen des Gebäudes zu sehen seien. Bei einem Luftangriff außerhalb der südlichen Stadt Khan Younis seien mindestens 26 Menschen getötet worden.
Das Schifa-Krankenhaus wurde bis auf 120 der am meisten gefährdeten Patienten und fünf Ärzte, die sich um sie kümmerten, geräumt. In den Tagen vor dem 18. November war vor dem Schifa-Krankenhaus ein Massengrab für ca. 80 Personen ausgehoben worden, weil nach Angaben des Krankenhauses viele Patienten aufgrund der prekären Versorgungssituation verstarben. Israelische Truppen suchten einen vierten Tag lang nach Beweisen für eine unterirdische Hamas-Kommandozentrale.

### 19. November
Die israelische Geheimdienstministerin Gila Gamliel rief die internationale Gemeinschaft dazu auf, anstelle eines Wiederaufbaus des Gazastreifens eine „freiwillige Umsiedlung“ der Palästinenser aus dem Küstengebiet in andere Länder zu fördern.
Die von Iran unterstützten Huthi-Rebellen kaperten den Autofrachter „Galaxy Leader“ im Roten Meer, ein mit dem britisch-israelischen Milliardär Abraham „Rami“ Ungar verbundenes Schiff. Das Büro des israelischen Ministerpräsidenten Netanyahu teilte mit, es handele sich nicht um ein israelisches Schiff, israelische Vertreter sagten, das Schiff sei in britischem Besitz. 25 Besatzungsmitglieder seien an Bord, darunter Bulgaren, Philippiner, Mexikaner und Ukrainer, aber keine Israelis. Ungar erklärte gegenüber Associated Press, er sei sich des Vorfalls bewusst. Ein mit ihm verbundenes Schiff hatte 2021 im Golf von Oman eine Explosion erlebt. Der Huthi-Militärsprecher Jahja Sari teilte mit, bei einem Militäreinsatz hätten sie das israelische Schiff gekapert und zur jemenitischen Küste gebracht. Hintergrund sei eine „moralische Verpflichtung gegenüber dem unterdrückten palästinensischen Volk“, hieß es in seiner Mitteilung auf der Plattform X.
Israel veröffentlichte Details zu einem mutmaßlichen Tunnel der Hamas unter dem Komplex des Al-Schifa-Krankenhauses im Gazastreifen. Der freigelegte Schacht führe zu einem Tunnel mit einer Länge von rund 55 Metern in einer Tiefe von zehn Metern, teilte die Armee mit. Dazu lieferte das Militär Aufnahmen von zwei Geräten, die den Tunnel von innen zeigen sollen. Am Ende des Tunnels befinde sich demnach eine „explosionssichere Tür“. Was sich genau hinter der Tür befinde, sei noch unklar.
Die IDF veröffentlichten zudem Aufnahmen von Überwachungskameras, die zeigen sollten, dass die Hamas am Tag ihres Terrorangriffs auf Israel am 7. Oktober Geiseln in die Al-Schifa-Klinik gebracht habe. Die Videos seien ein Beleg dafür, dass die Hamas-Terroristen das Klinikgelände „am Tag des Massakers als terroristische Infrastruktur nutzte“, teilten das israelische Militär und die Geheimdienste in einer gemeinsamen Erklärung mit. Auf den Aufnahmen sind zwei Männer zu sehen, die von Bewaffneten offenbar in die Klinik gebracht werden. Nach Angaben des israelischen Armeesprechers Daniel Hagari stammen die beiden Geiseln aus Nepal und Thailand, die Armee habe sie noch nicht ausfindig machen können.

### 20. November
Aus dem angegriffenen Indonesischen Krankenhaus in der Nähe des Flüchtlingslagers Dschabaliya im nördlichen Teil des Gazastreifens wurden nach Angaben der Hamas rund 200 Patienten evakuiert. Sie seien im Rahmen einer von den Vereinten Nationen und dem Internationalen Komitee vom Roten Kreuz koordinierten Rettungsaktion in den Süden des Küstengebiets gebracht worden, sagte ein Ministeriumssprecher in einem Interview des Senders Al-Dschasira. Viele der Verletzten würden nun im Al-Nasser-Hospital in Chan Junis behandelt. Zwischen 400 und 500 weitere Verletzte seien noch im Indonesischen Krankenhaus, ergänzte der Sprecher. WHO-Generaldirektor Tedros Adhanom Ghebreyesus äußerte sich „entsetzt“ über den Angriff auf das Indonesische Krankenhaus.
Die Türkei nahm erneut Patienten aus dem Gazastreifen zur Behandlung auf. 61 Kranke und 49 Begleitpersonen seien am Montag in Ankara gelandet, sagte der türkische Gesundheitsminister Fahrettin Koca. Zuvor hatte Ankara bereits Krebspatienten aufgenommen, auch bei den nun eingeflogenen Patienten handele es sich überwiegend um Krebskranke. Ägyptischen Medien zufolge trafen 28 frühgeborenen Babys aus dem Al-Schifa-Krankenhaus in Ägypten ein. Dem TV-Sender Al-Kahera zufolge befanden sich alle Säuglinge in Brutkästen, die an medizinische Geräte angeschlossen waren. Die Kinder waren aus der Klinik geholt worden, weil dort im Zuge des Kriegs der Betrieb nicht mehr aufrechterhalten werden konnte, unter anderem wegen eines Mangels an Treibstoff für die Notstromaggregate.
Im Süden des Gazastreifens liefen Pumpen zur Trinkwasserversorgung und Abwasserentsorgung wieder an, die Anlagen waren vor einer Woche heruntergefahren worden, weil es keinen Treibstoff für ihren Einsatz mehr gab. Der am Sonntag gelieferte Treibstoff reiche aber nur für einen Betrieb von 24 Stunden, berichtete das UN-Nothilfebüro OCHA.
Israels Militär entdeckte nach eigenen Angaben im Keller einer Moschee im Gazastreifen ein Waffenlager sowie eine Produktionsstätte für Raketen der Hamas, auch hätten Soldaten dort auch einen Tunneleingang gefunden. In einem von den IDF veröffentlichten Video waren Raketen, Mörsergranaten, deren Bestandteile und der Tunnelschacht im Keller des Gebäudes in der Stadt Gaza zu sehen. Soldaten hätten zudem eine Waffenfabrik der Terrororganisation Islamischer Dschihad in dem Küstengebiet zerstört, teilte die Armee weiter mit. Sie nahmen den Angaben zufolge außerdem Kommandozentralen der Hamas in der Stadt Gaza ein.
IKRK-Präsidentin Mirjana Spoljaric traf in Katar den Hamas-Chef Ismail Hanija. Der Besuch sei Teil von Gesprächen des Roten Kreuzes mit allen Seiten, um „die Achtung des humanitären Völkerrechts zu verbessern“. Das IKRK sei nicht Teil der Verhandlungen zur Befreiung von Geiseln, habe aber ihre sofortige Freilassung und Zugang zu ihnen gefordert. Spoljaric traf auch mit Vertretern Katars zusammen.

### 21. November
Bei israelischen Luftangriffen im Südlibanon wurden vier Zivilisten getötet, darunter zwei libanesische Journalisten, die über Zusammenstöße an der Grenze zwischen Israel und dem Libanon berichteten. Die Crew sei „direkt und gezielt angegriffen worden“, sagte der Direktor des mit der Hisbollah, Iran und Syrien verbundenen panarabischen Fernsehsenders Al Mayadeen. Die Deutsche Presse-Agentur meldete auch den Tod eines Zivilisten etwa vier Meilen von der israelischen Grenze entfernt in der Nähe der libanesischen Stadt Tayr Harfa. Der erste Monat des Israel-Gaza-Krieges laut dem Komitee zum Schutz von Journalisten (CPJ) der tödlichste Monat für Journalisten seit dem Beginn von deren der Dokumentation 1992. Bei einem israelischen Drohnenangriff im Südlibanon im Dorf Chaatiyeh nahe der Mittelmeerküste wurden vier Mitglieder der Hamas getötet, darunter Khalil Kharaz, der stellvertretende Chef der Qassam-Brigaden im Libanon.
Die israelische Armee fing nach eigenen Angaben einen Marschflugkörper ab, der sich Südisrael näherte. Nach Informationen über „das Eindringen eines feindlichen Fluggeräts“ in den Luftraum in der Nähe der Stadt Eilat am Roten Meer habe ein israelisches Kampfflugzeug „erfolgreich einen Marschflugkörper abgefangen, der auf Israel abgefeuert wurde“, teilte die Armee mit. Die schiitischen Huthi-Rebellen im Jemen erklärten, sie hätten „Geschosse auf verschiedene militärische Ziele“ in Israel abgefeuert.
Irans Armeechef, General Abdolrahim Mousavi, warnte inmitten der Spannungen in Nahost andere Nationen vor der Militärmacht des Irans. „Seit Jahren haben die Streitkräfte unseres Landes, einschließlich der Armee der Islamischen Republik Iran, ein Fähigkeitsniveau erreicht, das es uns ermöglicht, jedem Feind auf jeder Ebene und an jedem Ort die Stirn zu bieten, ihn zu besiegen und ihm vernichtende und entscheidende Schläge zu versetzen, die ihn sehr bereuen lassen, wenn er einen Angriff auf unser Land durchführen will“, sagte Mousavi laut der iranischen Agentur Fars.
Neue Erkenntnisse von US-Geheimdiensten bestätigten israelische Hinweise auf eine Kommandozentrale der Hamas auf dem Gelände der Schifa-Klinik im Gazastreifen. Dies teilte der Sprecher des nationalen Sicherheitsrats im Weißen Haus, John Kirby, mit. Der US-Regierung lägen Informationen vor, wonach die militante Gruppe das Krankenhaus als Kommando- und Kontrollknotenpunkt nutze.
Jordanien zufolge ordnete Israel die Räumung eines jordanischen Feldlazarettes im Gazastreifen an, Jordaniens Ministerpräsident Bisher al-Khasawneh erklärte jedoch, man werde dem nicht nachkommen. Er gab zudem eine Verstärkung der Truppen an der Grenze zu Israel bekannt.
Ärzte ohne Grenzen (MSF) gab den Tod von drei Ärzten nach einem israelischen Angriff auf das Al-Auda-Krankenhaus im nördlichen Gazastreifen bekannt. Das Krankenhaus sei im dritten und vierten Stock angegriffen worden, hieß es in einer Erklärung der französischen Hilfsorganisation. Auch anderes medizinisches Personal, darunter Mitarbeiter von Ärzte ohne Grenzen, seien schwer verletzt. MSF verurteilte diesen Angriff auf das Schärfste und forderte erneut Respekt und Schutz für medizinische Einrichtungen, Personal und Patienten. Sie bekräftigte die Forderung nach einem sofortigen Waffenstillstand. Mehr als 200 Patienten würden sich noch im Al-Auda-Krankenhaus befinden und müssten dringend in andere Krankenhäuser evakuiert werden. Durch israelischen Beschuss des Flüchtlingslagers Nuseirat im Gazastreifen wurden nach Angaben der Nachrichtenagentur der palästinensischen Autonomiebehörde Wafa 17 Menschen getötet.
Der Vorsitzenden der Afrikanischen Union, Azali Assoumani, drang auf einer Konferenz in Berlin auf eine Zwei-Staaten-Lösung im Nahost-Konflikt. Er verurteilte den Überfall der militant-islamistischen Hamas auf Israel, fügte aber hinzu, dass auch die israelische Antwort „nicht angemessen“ sei. Die BRICS-Staaten (Brasilien, Russland, Indien, China und Südafrika sowie Saudi-Arabien, Argentinien, Ägypten, Äthiopien, Iran und die Vereinigten Arabischen Emirate) forderten auf einem Sondergipfel, an dem auch UNO-Generalsekretär António Guterres teilnahm, eine sofortige und dauerhafte humanitäre Waffenruhe; Südafrikas Präsident Cyril Ramaphosa warf der israelischen Regierung vor, im Gazastreifen Kriegsverbrechen zu begehen. Südafrikas Parlament stimmte für die Schließung der Botschaft und die vorübergehende Einstellung der diplomatischen Beziehungen zu Israel. Südafrika war eines der Länder, die die massiven israelischen Militärschläge im Gazastreifen als Vergeltung für die Angriffe in Israel am 7. Oktober am kritischsten beurteilten. Israel berief seinen Botschafter in Südafrika zu Konsultationen zurück.
Die EU-Kommission erklärte, sie habe keine Erkenntnisse, dass Entwicklungshilfe der Europäischen Union für die Palästinensergebiete an die Hamas geflossen sei. Die Förderprogramme würden daher fortgesetzt, so EU-Kommissar Valdis Dombrovskis.
Der bewaffnete Flügel der Terrororganisation Islamischer Dschihad gab am Abend den Tod einer der israelischen Geiseln bekannt, die seit den Angriffen auf Israel am 7. Oktober festgehalten wurden. „Wir hatten zuvor unsere Bereitschaft bekundet, sie aus humanitären Gründen freizulassen, aber der Feind hat uns hingehalten, was zu ihrem Tod führte“, teilten die Al-Kuds-Brigaden auf ihrem Telegramm-Kanal mit.

### 22. November
Am Morgen bestätigte das CENTCOM zwei Luftangriffe auf proiranische Ziele, wobei 8 proiranische Kämpfer getötet wurden.
In der Nacht zum 22. November 2023 billigte eine Mehrheit des israelischen Regierungskabinetts eine viertägige Waffenruhe sowie den Austausch von 50 Geiseln, die am 7. Oktober in den Gazastreifen verschleppt wurden. Sie sollen gegen 150 palästinensische Häftlinge ausgetauscht werden. Die getroffene Vereinbarung mit der Hamas sieht vor, dass die Feuerpause verlängert werde, sofern pro Tag jeweils zehn weitere Geiseln freigelassen werden. Zuerst sollen Frauen und Kinder berücksichtigt werden. Katar, Ägypten und die USA hatten die Vereinbarung vermittelt. Das Internationale Komitee vom Roten Kreuz (IKRK) soll nach Angaben Katars die Freilassung der Geiseln überwachen. Die Feuerpause im Gazastreifen sollte nach Angaben der Terrormiliz Hamas am Folgetag um 10.00 Uhr Ortszeit (9.00 Uhr MEZ) beginnen.
Am Morgen teilte das Militär mit, einen Außenposten der Hamas erobert zu haben. Mehrere Terroristen seien getötet sowie unter anderem Mörser und Drohnen in einer Produktionsstätte gefunden worden. Auch das Gebäude des Hamas-Militärgeheimdienstes sei erobert worden, man habe technische Ausrüstung und Geheimdienstmaterial beschlagnahmt, das Gebäude sei im Anschluss vernichtet worden. Ebenfalls am Morgen eroberte die IDF das Viertel Scheich Za'id zwischen Dschabaliya und Beit Hanun, dort seien mehrere Hamas-Funktionäre ansässig. Auf dem Gelände wurden unter anderem ein 50 Meter langer und 7 Meter breiter Tunnel, ein Ort zum Abschuss und zur Produktion von Raketen sowie Nachbildungen israelischer Objekte gefunden. In einer späteren Razzia wurde mehrere Waffen in einem Pickup gefunden, der wahrscheinlich bei den Anschlägen am 7. Oktober genutzt worden war. Das Gelände wurde im Anschluss vernichtet.
Israel teilte gegen Mittag mit, es habe im Laufe des Krieges rund 400 Tunnelschächte der Hamas zerstört.
Am gleichen Tag gingen die Grenzgefechte an der Nordgrenze Israels weiter. Gegen Morgen wurden im Libanon ein Militärgelände mit Terroristen sowie weitere Hisbollah-Infrastruktur getroffen. Auch am Abend führten Kampfflugzeuge Angriffe auf weitere Stellungen der Hisbollah durch. Gegen 15 Uhr waren mehrere Raketen aus dem Libanon in offenem Gebiet Israels eingeschlagen.

### 23. November
In der Nacht führte die israelische Luftwaffe einen Angriff auf Infrastrukturobjekte der Hisbollah. Die Organisation meldete fünf Tote. Unter den Toten soll der Sohn des Vorsitzenden der Hisbollah im libanesischen Parlament, Mohammed Raad sein. DPA meldete mit Bezug auf Sicherheitskreise, die Opfer hätten einer Elite-Brigade der Hisbollah angehört und seien getötet worden, als ein Haus in einem Dorf getroffen worden sei.
Der militärische Arm der Hamas bestätigte via Telegram, es gebe eine viertägige Waffenruhe ab Freitag, 24. November, 07.00 Uhr. In der Zeit würden „alle palästinensischen Kräfte“ die Kämpfe einstellen. Täglich erhielten dann 200 Lastwagen mit Hilfsgütern und vier mit Treibstoff Zugang zum Gazastreifen.
Diese Vereinbarung einer Waffenruhe zwischen Israel und der radikal-islamischen Hamas wurde von Katar bestätigt. Eine Liste mit Geiseln, die die Hamas freilassen wolle, sei eingetroffen. Demnach sollten am Freitagnachmittag 13 Zivilisten freikommen. In Ägypten gestrandete Palästinenser, die freiwillig zurück in den Gazastreifen wollten, könnten am Freitag dorthin einreisen, teilte die Grenzbehörde auf palästinensischer Seite am Übergang Rafah mit.
Die Hisbollah-Miliz feuerte weiterhin nach eigenen Angaben mehr als 50 Raketen aus dem Libanon auf den Norden von Israel; sie teilte mit, allein 48 Katjuscha-Raketen hätten sich gegen einen israelischen Militärstützpunkt in dem Ort Ein Zeitim gerichtet, der etwa zehn Kilometer südlich der Grenze zum Libanon liegt. Nach Angaben der Gruppe griffen ihre Mitglieder auch Panzer und Stellungen der israelischen Truppen an.
Der iranische Präsident Ebrahim Raisi sprach angesichts der anstehenden Feuerpause zwischen Israel und der Terrormiliz Hamas und mit Rückblick auf die vergangenen Kriegswochen von einem „Sieg für das palästinensische Volk und des Widerstandes“. Er sagte auch: „Wenn wir nach 40 Tagen eine Analyse machen wollen, dann die, dass der Feind besiegt worden ist“.
Das israelische Militär bestätigte, dass es den Direktor des al-Schifa-Krankenhauses zur Befragung festgehalten hätte. „In dem von ihm geleiteten Krankenhaus gab es umfangreiche terroristische Aktivitäten der Hamas“, hieß es in einer Erklärung.

### 24. November
Ab sechs Uhr mitteleuropäischer Zeit trat die viertägige Feuerpause zwischen Israel und der Hamas in Kraft. Israel hatte auch zugestimmt, Drohnenflüge einzuschränken und die Lieferung von humanitären Gütern und Treibstoff in den Gazastreifen zuzulassen. Rund eineinhalb Stunden nach Beginn der Feuerpause passierten mehrere Lastwagen mit Hilfsgütern den ägyptischen Grenzübergang Rafah in den Gazastreifen, darunter auch Tanklaster.
Geflohene Bewohner des nördlichen Gazastreifens nutzten die Feuerpause für eine Rückkehr in den Norden. Die israelische Armee versuchte dies, teils gewaltsam, zu verhindern und erschoss dabei mindestens zwei Palästinenser.
Wenige Minuten nach Beginn der Feuerpause gab es in israelischen Grenzorten zum Gazastreifen Raketenalarm. Betroffen waren nach Angaben israelischer Medien die Siedlungen Kissufim und Ein Haschloscha, die nach dem Massaker der Hamas am 7. Oktober evakuiert worden waren.
Israelischen Medienberichten zufolge erhielt die israelische Gefängnisbehörde eine Liste mit den Namen von 39 palästinensischen Gefangenen, die im Austausch gegen 13 israelische Geiseln der Hamas freigelassen werden sollten. Bei den Gefangenen habe es sich um minderjährige Palästinenser sowie Frauen gehandelt.
Die Hamas ließ 24 Geiseln frei, darunter 13 Israelis, hauptsächlich Frauen und Kinder. Sie wurden dem Internationalen Roten Kreuz übergeben und zur medizinischen Versorgung nach Israel gebracht. Zehn thailändische Geiseln und eine Geisel mit philippinischer Staatsbürgerschaft, die ebenfalls während des Hamas-Terrorangriffs am 7. Oktober entführt worden waren, wurden nach Ägypten überstellt. Von den dreizehn Israelis haben vier auch die deutsche Staatsangehörigkeit: eine 33-jährige Frau mit zwei kleinen Kindern und eine 77 Jahre alte Frau. Nach Angabe ihrer Familie befand sich auch Hanna Katzir unter den freigelassenen Geiseln, von der die Terrororganisation Islamischer Dschihad in Palästina behauptet hatte, sie sei umgekommen.
Im Gegenzug ließ Israel 39 palästinensische Gefangene frei, 24 Frauen und 15 Jugendliche.

### 25. November
Die islamistische Hamas ließ eine zweite Gruppe von Geiseln frei. Wie die israelische Armee mitteilte, kehrten die Freigelassenen am Abend auf israelisches Staatsgebiet zurück. Nach Angaben ägyptischer und israelischer Behörden handelte es sich bei den freigelassenen Geiseln um 13 Israelis und vier Thailänder. Unter den israelischen Geiseln waren sieben Minderjährige und sechs Frauen. Darunter waren erneut vier deutsche Doppelstaatler, wie Außenministerin Annalena Baerbock mitteilte. Nach Angaben ihrer Familien handelte es sich bei den vier Deutschen um eine 67-jährige Frau sowie ihre 38-jährige Tochter und deren Kinder im Alter von drei und acht Jahren.

### 26. November
In der Nacht wurde ein UNFIL-Fahrzeug im Libanon beschossen, es gab keine Verletzten.
Palästinensischen Angaben zufolge wurden von Samstagabend bis Sonntag im Westjordanland sieben Palästinenser erschossen. Nach Angaben des palästinensischen Roten Halbmonds soll ein Bauer im Flüchtlingslager Maghasi im Zentrum des Gazastreifens erschossen worden sein.
Die IDF teilte mit, im Gazastreifen habe man „in Hamas-Stützpunkten und in den Häusern gesuchter Personen, in denen die Hamas aktiv war“, Bargeld israelischer, jordanischer, irakischer und US-Währung gefunden. Umgerechnet seien es 1,2 Millionen Euro.
In Zusammenarbeit mit dem roten Halbmond gelangten nach UN-Angaben 61 Lastwagen in den nördlichen Gazastreifen.
Die Hamas bestätigte den Tod mehrerer Kommandeure im Gazastreifen. Darunter seien der Kommandeur der Hamas im nördlichen Gazastreifen, der Leiter der Raketeneinheit der Essedin-al-Kassam-Brigaden und zwei weitere. Das israelische Militär hatte am 17. November mehrere politische und militärische Führer der Hamas im Untergrund mit Luftschlägen ins Visier genommen, jedoch ohne eine Tötungsbestätigung.
Ein Öltanker mit Verbindungen zu Israel wurde nach Angaben einer privaten Sicherheitsfirma vor der Küste des Jemens gekapert. Die von Zodiac Maritime betriebene Central Park sei im Golf von Aden aufgebracht worden, erklärte das Unternehmen Ambrey. Ambrey erklärte, es scheine, dass US-Marinekräfte mit der Lage befasst seien und andere Schiffe aufgefordert hätten, sich von dem Gebiet fernzuhalten.
Die islamistische Hamas ließ eine dritte Gruppe von Geiseln frei. Es handelte sich um 14 Israelis und drei Thailänder. Von den 14 Israelis hat ein Kleinkind auch einen US-amerikanischen Pass, ein Mann auch einen russischen Pass. Die Freilassung des russisch-israelischen Staatsbürgers war wie bei den Thailändern nicht Teil des von Israel und der Hamas ausgehandelten Abkommens. Im Gegenzug wurden 39 palästinensische Häftlinge aus israelischen Gefängnissen entlassen. Vertreter des Roten Kreuzes hätten 12 Geiseln den Sicherheitskräften am Grenzzaun zu Israel übergeben. Eine weitere Geisel sei direkt mit einem Hubschrauber in ein israelisches Krankenhaus gebracht worden – Medienberichten zufolge handelte es sich um eine 83-Jährige, sie schwebte demnach in Lebensgefahr.

### 27. November
Nach israelischen Armeeangaben ließ die Hamas eine weitere Gruppe von 11 israelischen und 6 thailändischen Geiseln frei, diese seien in die Obhut des Roten Kreuzes übergeben worden. Es handele sich um neun Kinder und Jugendliche sowie zwei Mütter. Die jüngsten Kinder seien dreijährige Zwillinge.
Der Sprecher des katarischen Außenministeriums teilte mit, dass die Feuerpause zwischen Israel und der Terrororganisation Hamas um zwei weitere Tage bis Freitag, 1. Dezember verlängert werde. Vor dem Auslaufen der viertägigen Feuerpause hatte Israel der radikal-islamistischen Hamas eine Verlängerung der Vereinbarung vorgeschlagen. Der Hamas sei mitgeteilt worden, dass es „eine Möglichkeit“ für eine Verlängerung der Kampfpause gebe, sagte der Regierungssprecher Eylon Levy. „Wir wollen über den heutigen Abend hinaus 50 weitere Geiseln freibekommen, um alle nach Hause zu bringen.“
Die Explosion am Al-Ahli-Krankenhaus im Gazastreifen ging nach Erkenntnissen der Menschenrechtsorganisation Human Rights Watch (HRW) wahrscheinlich auf eine fehlgezündete Rakete zurück. „Die Explosion, die am 17. Oktober 2023 im arabischen Krankenhaus von Al-Ahli in Gaza zahlreiche Zivilisten tötete und verletzte, wurde offenbar durch eine raketengetriebene Munition ausgelöst, wie sie häufig von bewaffneten palästinensischen Gruppen eingesetzt wird“, teilte HRW mit. Es seien weitere Untersuchungen erforderlich, um festzustellen, wer die mutmaßliche Rakete abgefeuert habe und ob Kriegsgesetze verletzt worden seien.

### 28. November
Am 28. November 2023 ließ die islamistische Terrororganisation Hamas eine fünfte Gruppe von 10 israelischen Geiseln und zwei thailändischen Geiseln frei. Im Gegenzug wurden 30 weitere palästinensische Häftlinge – 15 Frauen und um 15 Männer – aus verschiedenen israelischen Gefängnissen entlassen, wie die Gefängnisbehörde mitteilte.
Im Kinderkrankenhaus al-Nasr in Gaza konnten Ärzte während der geltenden Waffenruhe zurückkehren und fanden laut Angaben der palästinensischen Gesundheitsbehörde die verwesenden Leichen von fünf Frühgeborenen vor. Israelische Streitkräfte hätten diesen Angaben zufolge am 10. November 2023 das medizinische Personal zur Evakuierung gezwungen und den Zugang zur Intensivstation im Kinderkrankenhaus blockiert. In einer Erklärung forderte Euro-Med Human Rights Monitor „die Einrichtung einer unabhängigen internationalen Untersuchungskommission zum Vorfall“. Die NGO gab an, selbst „die Entdeckung von fünf toten und verwesenden Säuglingen“ auf der Intensivstation des Al-Nasr-Krankenhauses dokumentiert zu haben, und betonte, mit Kinderkrankenhaus-Direktor Mustafa Al-Kahlot gesprochen zu haben. Al-Kahlot sagte, er habe den israelischen Armeeoffizier, der ihn vor der endgültigen Evakuierung gewarnt hätte, über den Zustand der fünf zu beatmenden Kinder informiert und erwähnt, dass sie nicht verlegt werden könnten. Die Armee habe ihn – im Gegenzug – darüber informiert, dass „[sie sich] dessen bewusst [seien] und […] handeln“ würden.

### 29. November
Am 29. November 2023 ließ die islamistische Terrororganisation Hamas eine sechste Gruppe von zehn israelischen Geiseln frei, wobei es sich um fünf Frauen und die fünf letzten verbliebenen Jugendlichen unter 18 Jahren handelte, sowie vier thailändische Geiseln; drei Israeli hatten sowohl einen deutschen als auch einen israelischen Pass. Die israelischen Geiseln kamen im Gegenzug zur Entlassung von 30 weiteren palästinensischen Häftlingen aus israelischen Gefängnissen frei. Zudem wurden zwei Frauen mit israelischem und russischem Pass aufgrund von Bemühungen der russischen Regierung freigelassen.
Während der Waffenstillstand in Israel und im Gazastreifen anhielt, gingen die Auseinandersetzungen im Westjordanland weiter: In Dschenin tötete das israelische Militär den Kommandeur der Dschenin-Brigaden sowie einen weiteren Aktivisten. Der Kommandeur sei an mehreren Terroranschlägen in Israel beteiligt gewesen. Laut der palästinensischen Gesundheitsbehörde wurden in der Gegend zwei Jugendliche getötet.
Gegen Abend meldeten die IDF, drei palästinensische Bewaffnete in Gaza getötet zu haben, nachdem diese gegen den Waffenstillstand verstoßen hätten.

### 30. November
Am Morgen eröffneten zwei Palästinenser – mit einem Sturmgewehr und einer Pistole – das Feuer auf Wartende an einer Bushaltestelle im Westen von Jerusalem. Sie töteten dabei drei Menschen und verletzten sechs weitere, drei davon schwer. Ein israelischer Zivilist und zwei Soldaten eröffneten das Feuer auf die Attentäter, diese wurden erschossen und als Murad und Ibrahim Namr aus dem Ost-Jerusalemer Stadtteil Sur Baher identifiziert. Der Zivilist wurde von den Soldaten für einen weiteren Attentäter gehalten und kam durch deren Schüsse ums Leben. Nach Angaben des israelischen Inlandgeheimdienstes Schin Bet war Murad Namr von 2010 bis 2020 wegen der Planung von Terroranschlägen unter der Leitung von Terrorgruppen im Gazastreifen inhaftiert. Die Hamas bekannte sich zum Anschlag und rief zu einer „Eskalation des Widerstands“ auf. Wenige Stunden danach gab es im besetzten Westjordanland einen Angriff auf einen Checkpoint mit einem Auto, dabei wurden zwei israelische Soldaten leicht verletzt.
Die islamistische Terrororganisation Hamas ließ als siebte Gruppe eine 17-Jährige, sechs erwachsene israelische Frauen und einen israelischen Mann frei. Dieser stammte wie seine ebenfalls freigelassene 17-jährige Schwester aus der muslimischen Beduinengemeinde Rahat.